# McLaren
La McLaren è una scuderia britannica di Formula 1 con sede a Woking, nel McLaren Technology Centre. Dal 2024 viene iscritta al campionato mondiale di Formula 1 con il nome di McLaren Formula 1 Team.
Fondata il 2 settembre 1963 dal pilota neozelandese Bruce McLaren (1937-1970), esordì nel 1966 ed è, insieme alla Williams, una delle più prestigiose scuderie britanniche della massima formula ancora in attività.
Il team è parte del McLaren Group, holding che comprende anche le società McLaren Automotive che produce le vetture stradali, McLaren Electronic Systems che realizza le componenti elettroniche, fornite anche ad altre case nel campionato del mondo rally (oltre alla centralina MES con cui McLaren ha vinto l'appalto per la fornitura obbligatoria per tutti i team di Formula 1), McLaren Applied Technologies che fornisce consulenze tecniche, McLaren Marketing e Absolute Taste. La proprietà del gruppo è così divisa: il 25% appartiene a Mansour Ojjeh, mentre il rimanente 75% è della società di investimenti Bahrain Mumtalakat Holding, presente dal 2007 nel capitale McLaren. Attualmente possiede anche una quota di maggioranza della squadra Arrow McLaren Indycar Team nella IndyCar Series.
La McLaren è una delle più titolate scuderie della storia del campionato di Formula 1, con 9 titoli costruttori, e 12 titoli complessivi vinti dai suoi piloti Emerson Fittipaldi, James Hunt, Niki Lauda, Alain Prost, Ayrton Senna, Mika Häkkinen e Lewis Hamilton.
In passato, vetture McLaren hanno corso in altre categorie automobilistiche, dominando completamente il campionato CanAm, tra il 1967 e il 1972, con cinque titoli piloti consecutivi, ottenendo tre vittorie alla 500 Miglia di Indianapolis negli anni settanta, e vincendo la 24 Ore di Le Mans nel 1995.
La McLaren è pertanto ad oggi l'unica scuderia al mondo, oltre alla Mercedes, ad aver ottenuto almeno una vittoria in ciascuna delle tre più prestigiose competizioni automobilistiche (campionato di Formula 1, 500 Miglia di Indianapolis e 24 Ore di Le Mans).
Attraverso la divisione Applied Technologies è attiva anche su altri fronti, tra cui la sperimentazione di un software per ottimizzare il traffico aereo a Heathrow e ridurre i ritardi in atterraggio e decollo degli aerei.
Dal 2011 ha ripreso l'attività di costruttore di automobili producendo la 12C in versione coupé e cabrio e la supercar P1. Nel 2011 sono state prodotte 400 auto mentre nel 2012 1586 auto.

## Storia

### Gli inizi

#### Formula Tasman e le prime vetture sport (1963-1965)
Nel 1963 il pilota neozelandese Bruce McLaren, dopo i primi successi al volante di vetture Cooper, decise di fondare una propria scuderia: la Bruce McLaren Motor Racing Ltd con sede a New Malden (dal 1965 incorporato in Kingston upon Thames) nei pressi di Londra, in seguito la sede fu spostata a Colnbrook sempre nelle vicinanze della capitale inglese. La prima attività della squadra fu quella di schierare due Cooper, a motore Climax da 2700 cm³, alla coppa Tasmania, le vetture furono guidate dallo stesso McLaren, che vinse il campionato, e dal giovane statunitense Timmy Mayer che perì nell'ultima gara della serie.

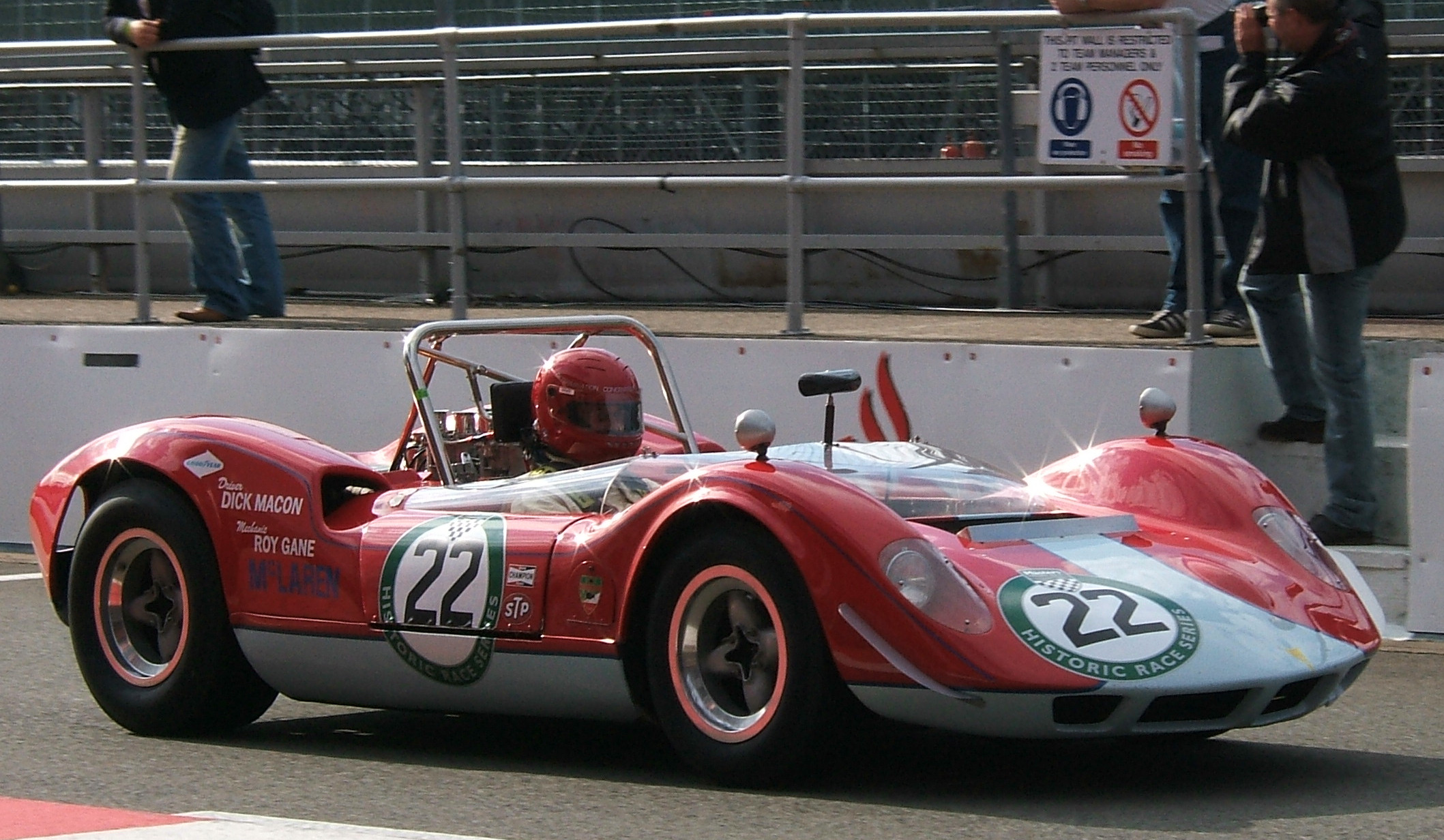
La McLaren M1A del 1964 (versione Nassau) a Silverstone nel 2007

Malgrado l'epilogo tragico, questa prima esperienza formò l'organizzazione della squadra per molti anni a venire, infatti il ruolo di team manager fu affidato subito a Teddy Mayer, il fratello di Timmy, che si portò come capomeccanico Tyler Alexander ed entrambi rimasero poi con McLaren a dirigere la squadra. In seguito McLaren proseguì l'attività di pilota in Formula 1 con la Cooper, ma contemporaneamente decise di diventare costruttore. Il primo prototipo, che non venne mai portato in gara, fu la M1A, che servì come base per i primi collaudi, da cui si sviluppò la M1B, questa era una Sport con telaio a traliccio tubolare rinforzato da pannelli in lega, il motore era un Oldsmobile F85 da 4500 cc, elaborato dalla Traco, il motore fu scelto per la sua leggerezza, infatti era costituito principalmente d'alluminio e la macchina arrivò a pesare complessivamente 567 kg con un vantaggio di 90 kg sulle altre vetture della stessa categoria. Il 26 settembre 1964 McLaren la portò al debutto a Mosport cogliendo una vittoria.
Nel dicembre 1964 McLaren gareggiò con la M1B a Nassau nella settimana di gare delle Bahamas giungendo secondo, poi la vettura fu presentata al Salone delle auto sportive di Londra nel gennaio seguente, puntando alla sua commercializzazione, le richieste spinsero McLaren a produrne una piccola serie appoggiandosi alla fabbrica Elva Cars del gruppo Trojan, concessionario inglese della Lambretta. Nel 1965 McLaren corse per l'ultimo anno con la Cooper in Formula 1, ma anche per la Ford con la GT40 e nelle Sport con la sua vettura, nel frattempo conobbe Robin Herd, giovane ingegnere proveniente dall'industria aeronautica, con l'inserimento in squadra di Herd, McLaren decise di puntare tutto sulla sua squadra realizzando nuove vetture anche per la Formula 1.

#### CanAm (1966-1972)
Considerati i buoni risultati, nel 1966 le Sport vennero modificate in vetture biposto del Gruppo 7 per poter partecipare, in forma ufficiale, al campionato CanAm, mentre nel 1967 fu approntata una vettura specifica, la M6A; la M6A era un progetto in cui si era molto ricercata la leggerezza, infatti il telaio era una monoscocca in pannelli di honeycomb e la carrozzeria era in fibra di vetro e poliestere, il motore era un Chevrolet a 8 cilindri a V di 5900 cm³, che sviluppava una potenza massima di 500 CV a 7000 giri/min.

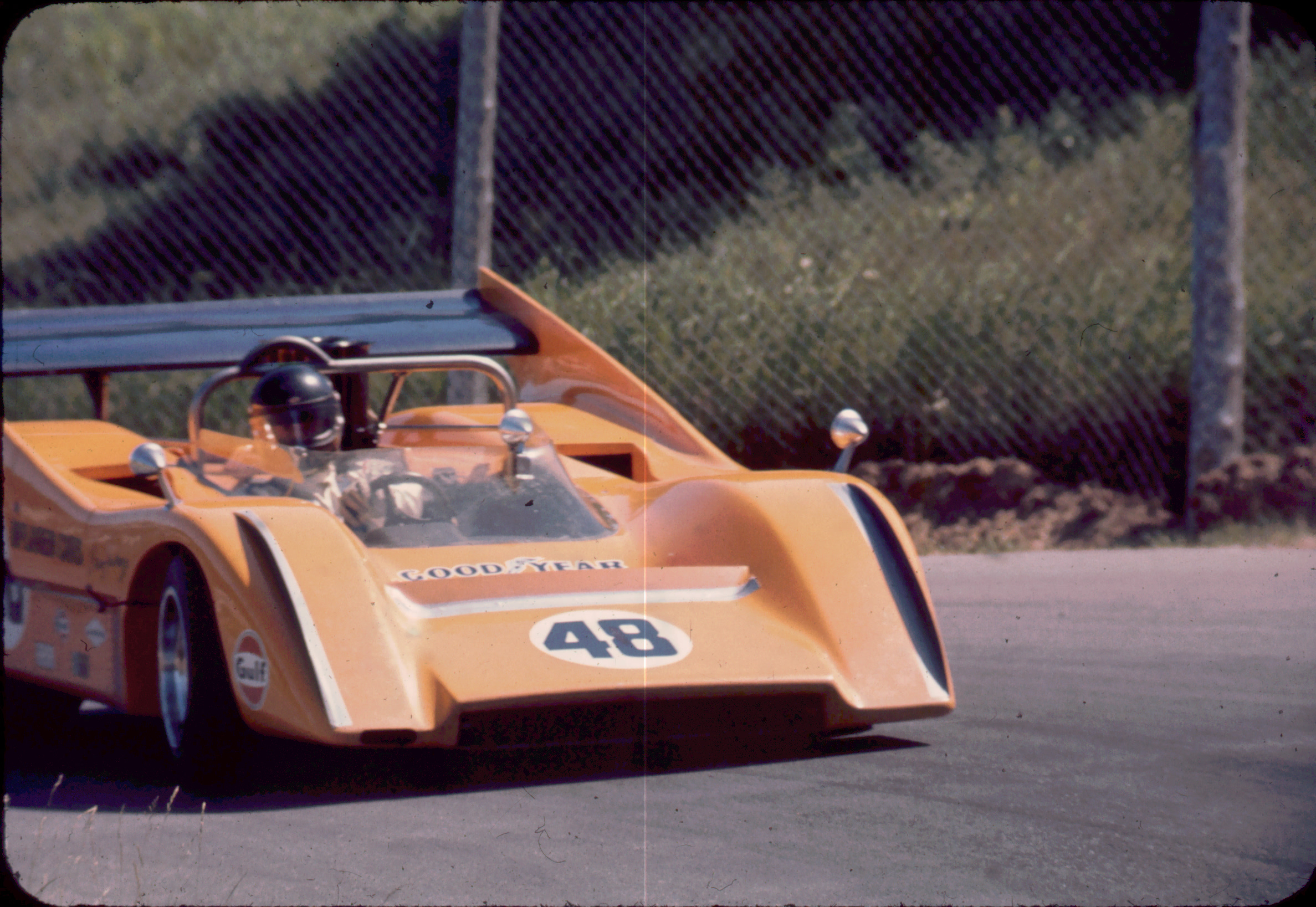
Dan Gurney sulla McLaren M8D a Mont-Tremblant nel 1970.

Con la M6 e la sua evoluzione M8, nelle varie versioni A, B, C, D, E, F, Bruce McLaren, Peter Revson e Denny Hulme dominarono la serie Can-Am dal 1967 al 1971 vincendo ininterrottamente il campionato, alle vittorie sportive si accompagnò il successo commerciale, già nel 1968 si arrivò a produrre 31 esemplari della M6, ai clienti veniva offerta anche la possibilità di scegliere il motore, il Chevrolet come le vetture ufficiali, oppure il Ford V8. Non avendo, il regolamento del Gruppo 7, limiti di cilindrata, negli anni la si aumentò fino a raggiungere nel 1972, con il nuovo modello M20, gli 8300 cm³ per una potenza di 740 CV, ma proprio quell'anno le McLaren dovettero cedere alla maggior potenza delle Porsche 917/10 sovralimentate, gestite dal team Penske. Complessivamente tra il 1967 e il 1972 le McLaren hanno vinto 56 gare nel campionato CanAm.

### Formula 1

#### L'esordio nella massima serie e la morte di Bruce McLaren (1966-1970)

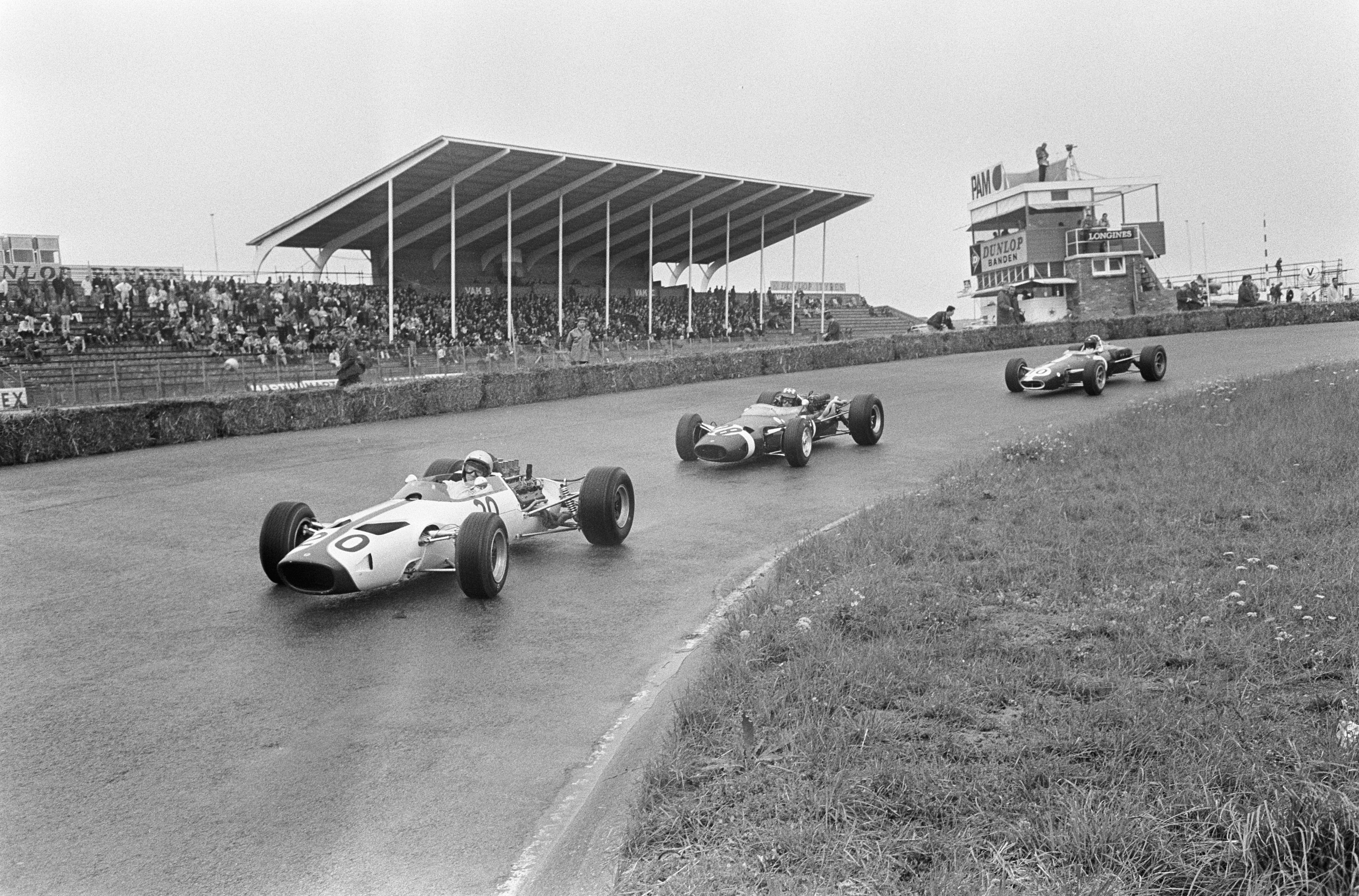
Il fondatore e pilota Bruce McLaren guida la M2B (in primo piano) nelle qualifiche del Gran Premio d'Olanda 1966.

In Formula 1, Bruce McLaren partecipò con la sua prima monoposto, la M2B, nel 1966, anche in questo caso si fece uso di materiali innovativi, il telaio era una monoscocca di Mallite, materiale prodotto dalla William Mallinson & Sons e composto da due lastre d'alluminio incollate su un pannello di balsa, ma i risultati non furono soddisfacenti, anche perché i motori scelti non riuscirono a ottenere buone prestazioni e risultarono poco affidabili. Proprio quell'anno il nuovo regolamento della Formula 1, portava da 1500 cm³ a 3000 cm³ la cilindrata massima e curiosamente la Brabham, che vinse il campionato, aveva un motore con monoblocco in alluminio di derivazione Oldsmobile, mentre la McLaren che usava un motore proveniente dalla stessa casa, in Formula 1 puntò erroneamente su un Ford V8 da 4700 cm³ di Formula Indy ridotto a 3000, ottenuto grazie al fatto che McLaren era pilota Ford, ma che fu poco affidabile ed erogava solo 300 CV, insufficienti per competere con il Repco della Brabham.
Poi venne adottato il Serenissima, un motore realizzato dall'omonima scuderia italiana, più affidabile ma ancora meno potente e infine, nel 1967, si utilizzò un BRM. A complicare le cose ci fu l'abbandono di Herd a fine stagione, che fu sostituito dal suo assistente Gordon Coppuck.

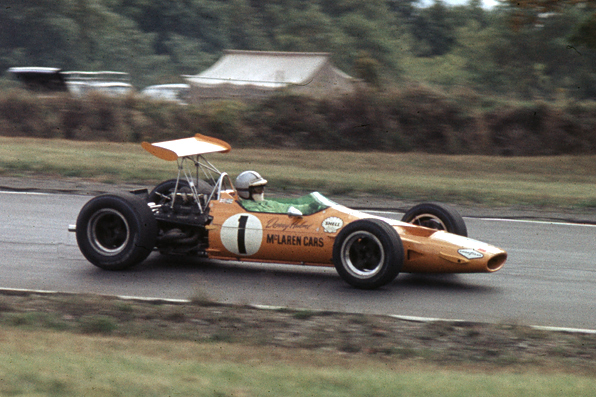
Denny Hulme al Gran Premio degli Stati Uniti 1968

Dopo i primi due anni, in cui la partecipazione al massimo campionato non fu costante e durante i quali vennero prodotte anche 25 monoposto, M4A e M4B, destinate alla commercializzazione in Formula 2, il team cominciò a conquistare i primi risultati, infatti nel 1968, con il nuovo motore Ford Cosworth DFV impiegato da quasi tutte le squadre con base in Inghilterra, la nuova M7A, ultimo progetto di Herd prima di abbandonare la squadra, permise di conquistare il secondo posto nel campionato costruttori con tre vittorie: una di Bruce McLaren e due di Denny Hulme.
Hulme vinse anche il Gran Premio del Messico l'anno seguente, dopo che al Gran Premio di Gran Bretagna fu sperimentato, senza successo, l'esordio della M9A a quattro ruote motrici.
Dopo la morte di Bruce McLaren nel 1970, mentre stava provando la M8D sul circuito di Goodwood, la società fu gestita da Teddy Mayer, che fino ad allora aveva seguito la parte commerciale, che poi delegò a Phil Kerr a cui si devono gli importanti accordi con l'industria di profumi Yardley, e con il produttore di tabacchi Marlboro.

#### Le prime vittorie mondiali di Fittipaldi e Hunt con la M23 (1971-1977)
Anche se partecipava in forma ufficiale alla Formula 1, per la McLaren il vero business era la vendita di vetture da competizione che si era allargata a varie categorie oltre alla Can-Am: nel 1970 fu realizzata la M10A per la Formula 5000, a cui seguì la versione B l'anno seguente, in totale furono commercializzate 38 di queste monoposto e si ottennero vari successi sportivi nei campionati britannici Guards e nei corrispondenti campionati oceanico di Tasman series e statunitense di Formula A.
Sempre nel 1970 Gordon Coppuck progettò la M15A per la Formula Indy, poi nel 1971 fu realizzata la M16 che arrivò seconda alla 500 Miglia di Indianapolis e l'anno seguente, gestita dal team Penske, la vinse con Mark Donohue. Ritenendo di non aver ricevuto i giusti riconoscimenti, la McLaren decise in seguito di partecipare in forma diretta vincendo ancora la 500 miglia con Johnny Rutherford nel 1974 e 1976.
In Formula 1, dopo alcuni anni trascorsi nell'anonimato, nel 1971 debutta la M19 progettata da Ralph Bellamy, che l'anno seguente permette alla McLaren di tornare alla ribalta ottenendo una vittoria con Hulme e il terzo posto nella classifica costruttori.
Nel 1972, Mayer e Kerr siglano l'accordo con la Yardley e ciò comporta l'abbandono della tradizionale livrea papaya delle vetture, nel 1973, dopo il passaggio di Bellamy alla Brabham, Coppuck si occupa di Formula 1 e sfruttando le esperienze nelle gare americane realizza la sua migliore macchina, la M23, che ottiene 3 vittorie con Denny Hulme e Peter Revson.
La M23, che raggiungerà il miglior sviluppo l'anno dopo, era una vettura con il telaio fatto da pannelli costituiti da lastre di alluminio incollate su uno strato di poliestere, la forma era a cuneo con le pance, contenenti i radiatori, corte, questo permetteva di centrare i pesi; le sospensioni, derivate dal modello precedente, avevano una geometria a carico progressivo: la rigidità aumentava al salire della compressione, impedendo agli ammortizzatori di andare a tampone. Queste sospensioni permettevano un comportamento in frenata e in inserimento di curva che il nuovo pilota Emerson Fittipaldi giudicò eccellenti e superiori alla Lotus 72 con cui aveva vinto il titolo mondiale.

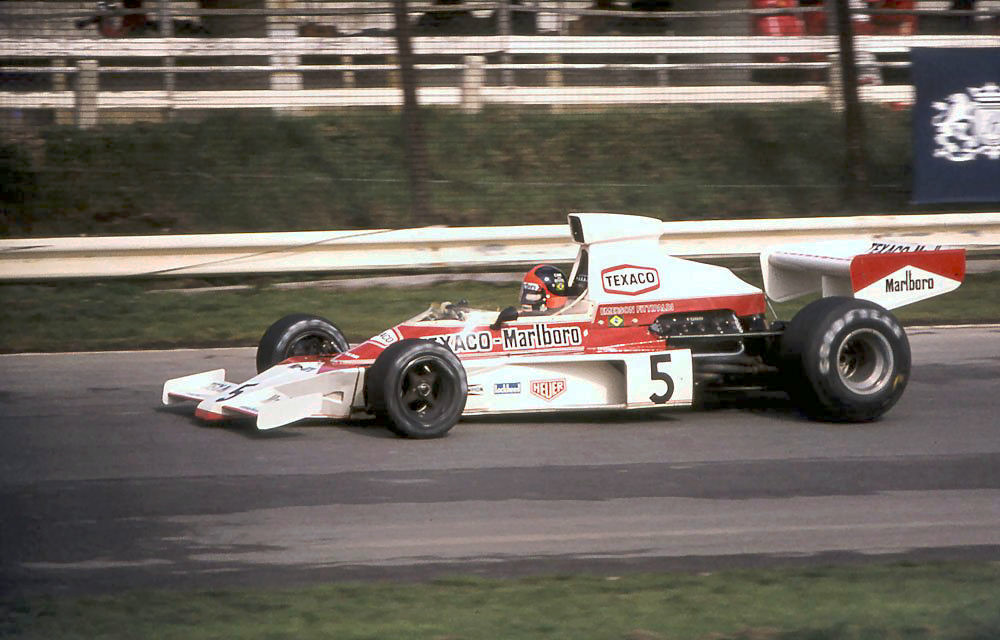
La prima McLaren a vincere un campionato costruttori: la M23 qui guidata da Emerson Fittipaldi nel 1974

Nel 1974 la McLaren strappa alla BRM il più munifico degli sponsor, la Marlboro, che resterà legato al team fino al 1996 e ne segnerà la storia. Dovendo accontentare due sponsor importanti verranno schierate 3 vetture con colorazioni diverse (due con colori Texaco-Marlboro e una Yardley), la presenza degli sponsor rifocalizzerà il business della McLaren sulla Formula 1, anche se durante la gestione di Mayer non verrà mai abbandonato l'uso di commercializzare vetture, fossero pure le vecchie Formula 1, cosa inammissibile per la successiva gestione di Ron Dennis che teneva le vetture all'interno della sede del team come fonte di motivazione per la squadra.
Con queste premesse il 1974 non tradisce le attese, e nonostante il ritorno alla competitività della Ferrari dopo molti anni, la McLaren vince per la prima volta il mondiale costruttori e il mondiale piloti con Fittipaldi.
In seguito arrivò il mondiale piloti 1976 con James Hunt, anche se il pilota inglese fu favorito dall'incidente occorso a Niki Lauda che tenne l'austriaco lontano dalle corse per alcuni Gran Premi. Sul finire degli anni settanta però la scuderia fu relegata in secondo piano, la stessa longevità del modello M23 che fu utilizzato, anche da team clienti, fino alla fine del decennio mostra una evoluzione tecnica limitata.

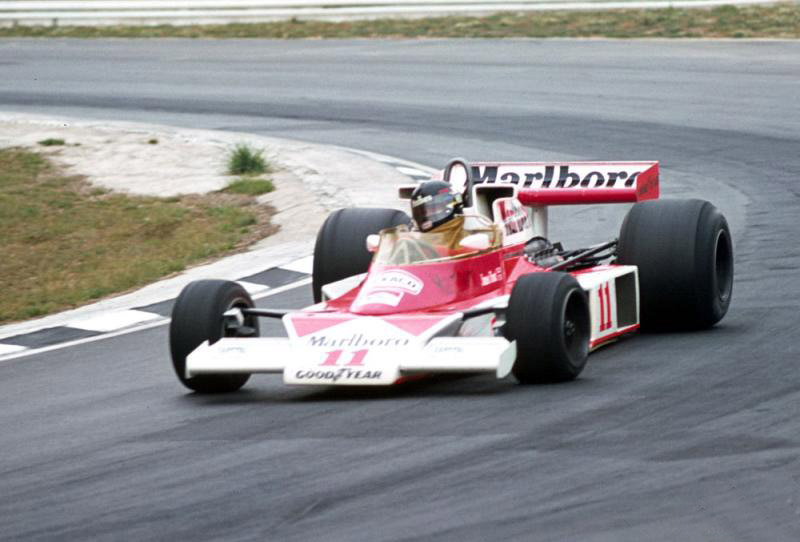
James Hunt alla Race of Champions 1977 con la McLaren M23.

La M26 che, nel 1977, sostituì la M23 ebbe diversi problemi e solo dopo un lungo lavoro di sviluppo si dimostrò superiore al modello precedente, poi con l'avvento delle wing-car Coppuck non riuscì più a realizzare vetture competitive. La vittoria di Hunt al Gran Premio del Giappone sarà l'ultima della gestione di Teddy Mayer.

#### L'arrivo di Ron Dennis e il ritorno al titolo con Lauda e Prost (1978-1987)
All'inizio degli anni ottanta la Marlboro intervenne sulla squadra portando Ron Dennis, team-manager nelle formule minori, al vertice; dal nome del team di Dennis, Project 4, è stato tratto il nuovo modo di siglare le McLaren (MP4), e con la nuova gestione cambia anche la sede del team che, nel 1981, si trasferisce a Woking. La prima monoposto della gestione Dennis, la MP4/1 progettata da John Barnard, è la prima Formula 1 con il telaio in fibra di carbonio, il motore è ancora il Cosworth DFV ma permette alla McLaren di tornare alla vittoria al Gran Premio di Gran Bretagna con John Watson.

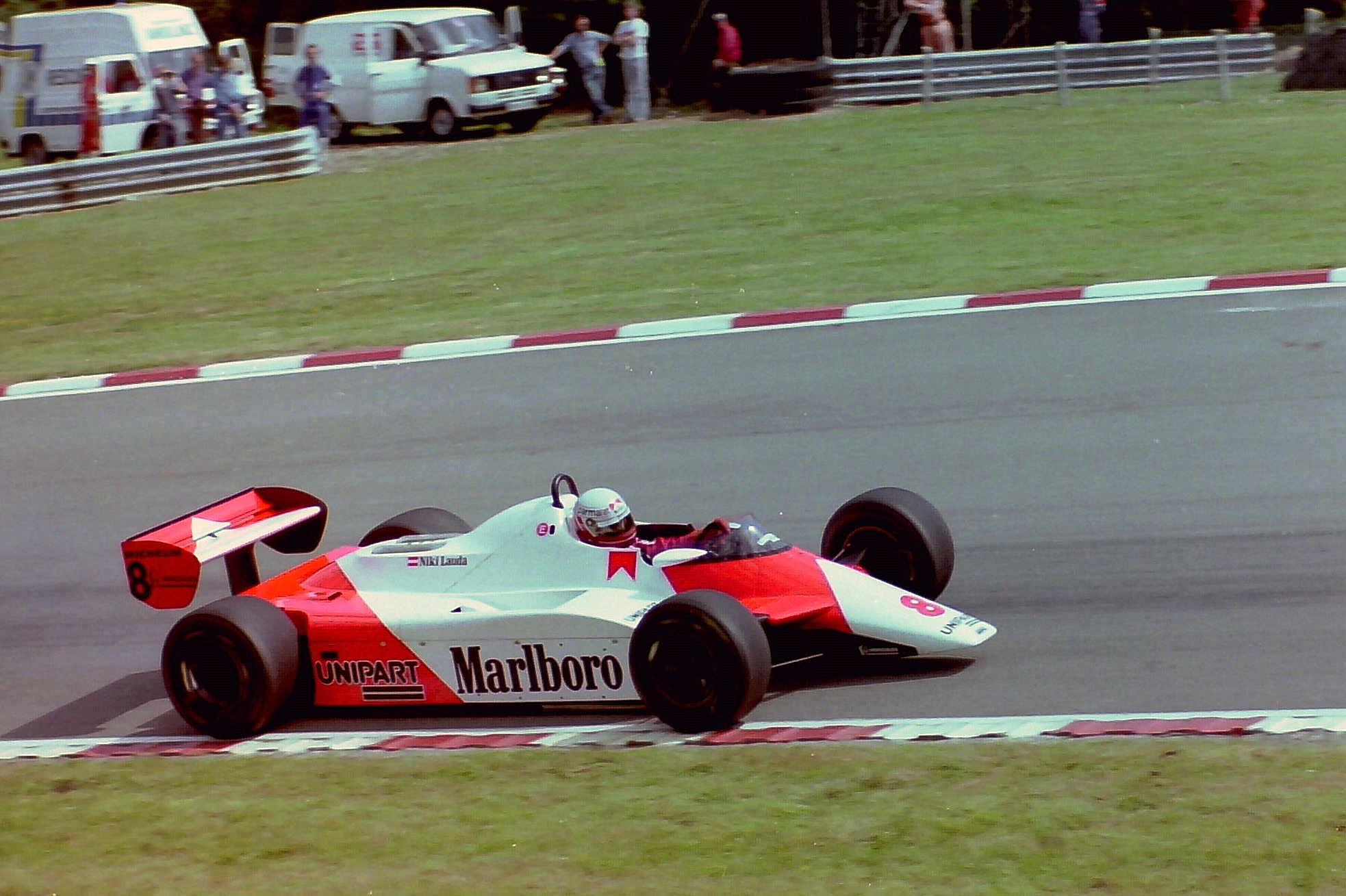
Niki Lauda con la McLaren MP4/1B durante il Gran Premio di Gran Bretagna 1982.

Nel 1982 la gestione di Dennis si dimostra subito efficiente con il "colpo" d'immagine dell'ingaggio di Niki Lauda, che si era ritirato dall'attività nel 1979, e in seguito realizzando l'accordo con la TAG di Mansour Ojjeh, che poi diverrà suo socio, e la Porsche per la realizzazione di un motore sovralimentato. A livello sportivo la stagione si chiuse con quattro vittorie, due di Lauda e due di Watson.
L'anno seguente fu un anno di transizione in attesa dell'approntamento del motore turbo, che debuttò a fine stagione.
Dal 1984, anno del titolo piloti di Lauda, all'inizio degli anni novanta arrivarono le soddisfazioni maggiori per il team inglese grazie a monoposto molto potenti e affidabili, progettate da John Barnard ed equipaggiate con i migliori motori (prima il TAG Porsche e poi Honda); inoltre Dennis puntò ad avere sempre i migliori piloti formando coppie formidabili (Lauda-Prost e Prost-Senna).

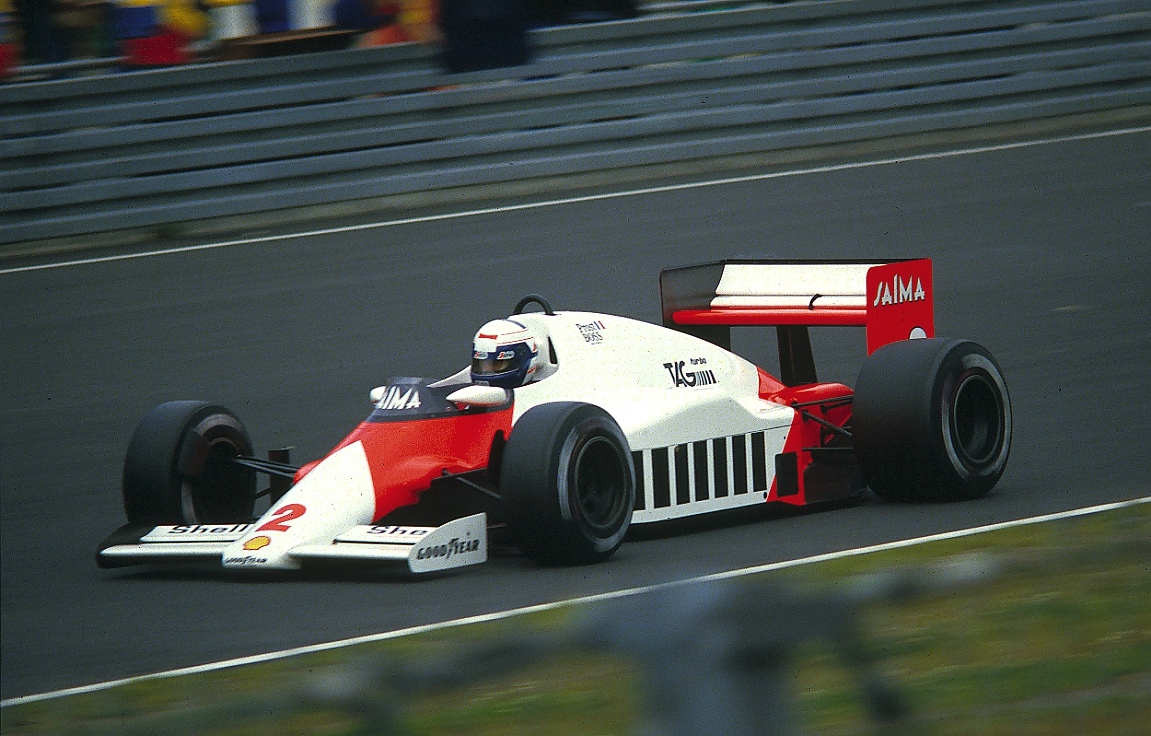
Alain Prost con la McLaren nel 1985

In generale la gestione di Dennis rompe con il passato in cui i team inglesi erano più versati nella telaistica e nell'aerodinamica, mentre gli italiani nella meccanica dei motori, Dennis vuole l'eccellenza in tutto, in tutte le parti dell'auto ma anche i migliori piloti e perfino il miglior motor-home nel paddock, per mostrare sempre un'immagine vincente. In alcuni casi eccederà, ad esempio chiedendo che lo spazio riservato nel paddock ai team minori non sia posto vicino al suo, questi atteggiamenti gli daranno fama di antipatico, ma i risultati gli daranno ragione e costringeranno anche gli altri team a seguire la sua strada: dal 1984 al 1991 la McLaren vince ben 7 Mondiali Piloti e 6 Mondiali Costruttori. Storica l'annata 1988, quando le monoposto di Woking vinsero 15 dei 16 Gran Premi disputati.

#### I titoli di Senna e Prost con il motore Honda (1988-1992)
Dalla stagione 1988 le vetture di Woking sono equipaggiate con propulsori Honda, correndo con il nome di Honda Marlboro McLaren. Il primo anno è trionfale per la scuderia di Ron Dennis che, supportata dal talento di Ayrton Senna e Alain Prost, trionfa in 15 Gran Premi su 16, ottenendo inoltre 15 pole position, 10 giri più veloci in gara e 10 doppiette. Il mondiale piloti è vinto da Senna con 90 punti davanti a Prost con 87 (all'epoca erano validi per la classifica solo i migliori 11 risultati), e quello costruttori da una McLaren che accumula la bellezza di 199 punti (si consideri che allora la vittoria dava 9 punti e che venivano premiati solo i primi 6, nell'ordine con 9, 6, 4, 3, 2 e 1 punti).
Nei tre anni successivi la McLaren si ripete in entrambi i titoli; nel 1989 è il francese Alain Prost a trionfare con 76 punti (al 3º alloro personale con il team dopo i precedenti successi del 1985 e 1986) davanti a Senna con 60, mentre la scuderia totalizza 141 punti, ottenendo 10 vittorie, 15 pole position, 8 giri più veloci in gara e 4 doppiette.
Il 1990 vede un clamoroso scambio di piloti tra McLaren e Ferrari, con Prost che passa alla scuderia del Cavallino Rampante, mentre l'austriaco Gerhard Berger compie il percorso inverso accasandosi al team di Woking; ma nonostante ciò, è ancora il duello Senna-Prost a tenere banco, con l'asso brasiliano che la spunta per 7 punti sul rivale francese di sempre, chiudendo a 78 punti. Il dominio della scuderia è meno netto, in quanto Berger non porta nessuna vittoria, ed accumula 121 punti, ottenendo 6 vittorie, 12 pole position e 5 giri più veloci in gara.

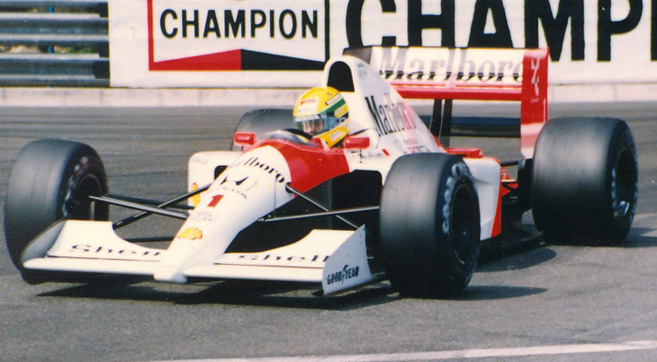
Ayrton Senna con la McLaren al Gran Premio di Monaco 1991

Nel 1991 si ha un cambio nel sistema di punteggio, con il vincitore che ottiene 10 punti anziché 9, e con tutti i risultati validi per la classifica piloti anziché solo i migliori 11. Senna vince il suo 3º mondiale in 4 anni, con 96 punti, e ha un compito più agevole, visto il contemporaneo crollo di Prost e della Ferrari; solo Mansell e la Williams tenteranno invano di contendere entrambi i titoli. Il team inglese totalizza 139 punti, ottenendo 8 vittorie (tra cui il primo successo di Berger), 10 pole position e 3 doppiette.
Il 1992 segna invece la fine del dominio del binomio McLaren-Honda; sono proprio Mansell e la Williams a spezzare questa lunga egemonia. La scuderia giunge comunque al 2º posto nei costruttori con 99 punti, ottenendo 5 vittorie e 1 pole position.
Nelle cinque stagioni con la Honda la McLaren otterrà un totale di 44 vittorie e 53 pole position in 80 Gran Premi disputati, che porteranno alla conquista di 4 titoli piloti e di 4 titoli costruttori consecutivi, uno dei domini più significativi nella storia della Formula 1. L'accesa rivalità tra i fuoriclasse Alain Prost e Ayrton Senna, sorta all'interno del team e proseguita anche dopo che il francese abbandonerà la McLaren, si rivelerà tra le più entusiasmanti e senza esclusione di colpi che questo sport ricordi.

#### Periodo di transizione (1993-1994)
Nel 1993 la Honda abbandona la McLaren e così la scuderia di Ron Dennis deve arrangiarsi con i poco competitivi Ford Cosworth HB e dispone degli pneumatici Goodyear. In quest'anno la scuderia si iscrive al campionato di Formula 1 come Marlboro McLaren, per via del fatto che l'iscrizione prevede che il nome come concorrente possa essere diverso da quello dato come costruttore per dare visibilità agli sponsor, ma non avendo un contratto di esclusiva con il fornitore dei motori non viene aggiunto il nome Ford. Senna è comunque uno dei pretendenti al titolo e spinge la sua McLaren fino al limite, ma non riesce a vincere l'alloro mondiale e chiude al 2º posto nella classifica piloti con 73 punti, dietro all'eterno rivale Prost sulla Williams. Nel mondiale costruttori la McLaren chiude al 2º posto con 84 punti. Il passaggio di Ayrton Senna alla Williams nel 1994 può considerarsi come la chiusura di un ciclo d'oro per le monoposto inglesi.
Per la stagione 1994 la McLaren è equipaggiata con i motori Peugeot. Corre con il nome di Marlboro McLaren Peugeot e schiera come piloti ufficiali Mika Häkkinen e Martin Brundle, e come collaudatore e pilota di riserva Philippe Alliot. La vettura è, nel complesso, buona, ma la poca potenza e l'inaffidabilità del motore Peugeot ne pregiudicherà i risultati. Il team conclude nel mondiale costruttori al 4º posto con 42 punti. Häkkinen conclude al quarto posto nel mondiale piloti con 26 punti, Brundle al settimo con 16.

#### La collaborazione con Mercedes (1995-2014)
Nel 1995 la McLaren è spinta dai motori Mercedes e si iscrive al campionato di Formula 1 come Marlboro McLaren Mercedes. Schiera come piloti Mika Häkkinen e Mark Blundell, ma nonostante tutto riesce a stento ad ottenere 30 punti chiudendo al 4º posto nel mondiale costruttori.
Nel 1996 la McLaren sostituisce Mark Blundell con David Coulthard e riesce a migliorare gli scarsi risultati dell'anno precedente con un risultato complessivo di 49 punti nel mondiale costruttori chiudendo al 4º posto.

Il box McLaren festeggia al muretto la vittoria di David Coulthard nel Gran Premio d'Italia 1997

Nel 1997 la McLaren cambia sponsor e quindi si iscrive come West McLaren Mercedes e compie il salto di qualità. Vince tre Gran Premi: quello d'Australia, d'Italia e d'Europa (dove ottiene anche la doppietta), diventando la sorpresa del mondiale. Conclude la stagione ancora una volta al 4º posto nel mondiale costruttori con 63 punti. Con la fine di quest'anno si conclude anche l'epoca di crisi della McLaren.
Nel 1998 la McLaren domina tutti. Vince 9 Gran Premi su 16, e ottiene 12 pole position, 9 giri più veloci in gara e 5 doppiette conquistando entrambi i titoli mondiali, di cui quello piloti vinto da Mika Häkkinen con 100 punti e quello costruttori con 156 punti. Solo la Ferrari e Michael Schumacher riescono a tener testa alle "frecce d'argento", ma solo in alcune gare, soprattutto nella seconda parte della stagione.

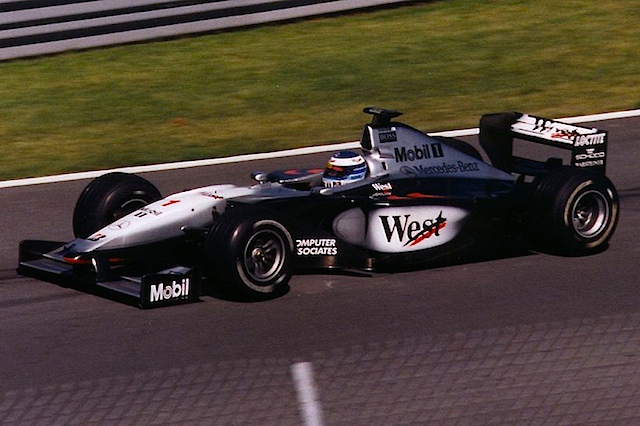
Mika Häkkinen impegnato nel Gran Premio del Canada 1999.

Nel 1999 la McLaren si riconferma campione del mondo piloti, ma non costruttori poiché vinto dalla Ferrari. Difatti la sfida con il Cavallino Rampante finisce in pareggio con Mika Häkkinen campione del mondo con soli 2 punti di vantaggio su Eddie Irvine (76 a 74), e nel mondiale costruttori la Ferrari vince con 4 punti di vantaggio (128 a 124), nonostante un Gran Premio vinto in meno rispetto al team inglese (6 a 7).
Nel 2000 la McLaren sfiora la vittoria di entrambi i titoli, con Häkkinen che deve arrendersi ai rivali Michael Schumacher e Ferrari, ma comunque ha degli ottimi risultati e si dimostra altamente competitiva con 7 vittorie e 152 punti finali, che valgono il 2º posto nei costruttori.
Nel 2001 la McLaren vince solo 4 Gran Premi su 17 a causa di problemi di affidabilità e nel mondiale costruttori non va oltre i 102 punti che valgono comunque il 2º posto, mentre Mika Häkkinen dà il suo addio al mondo della Formula 1 chiudendo al 5º posto con 37 punti. Questa volta è David Coulthard ad essere vice-campione del mondo.
Nel 2002 la McLaren cambia i propri pneumatici passando dalla Bridgestone alla Michelin e ingaggia Kimi Räikkönen dalla Sauber come sostituto di Häkkinen, ma non va oltre il 3º posto finale nella classifica costruttori con soli 65 punti ed 1 solo Gran Premio in bacheca, quello di Monaco, vinto da Coulthard.

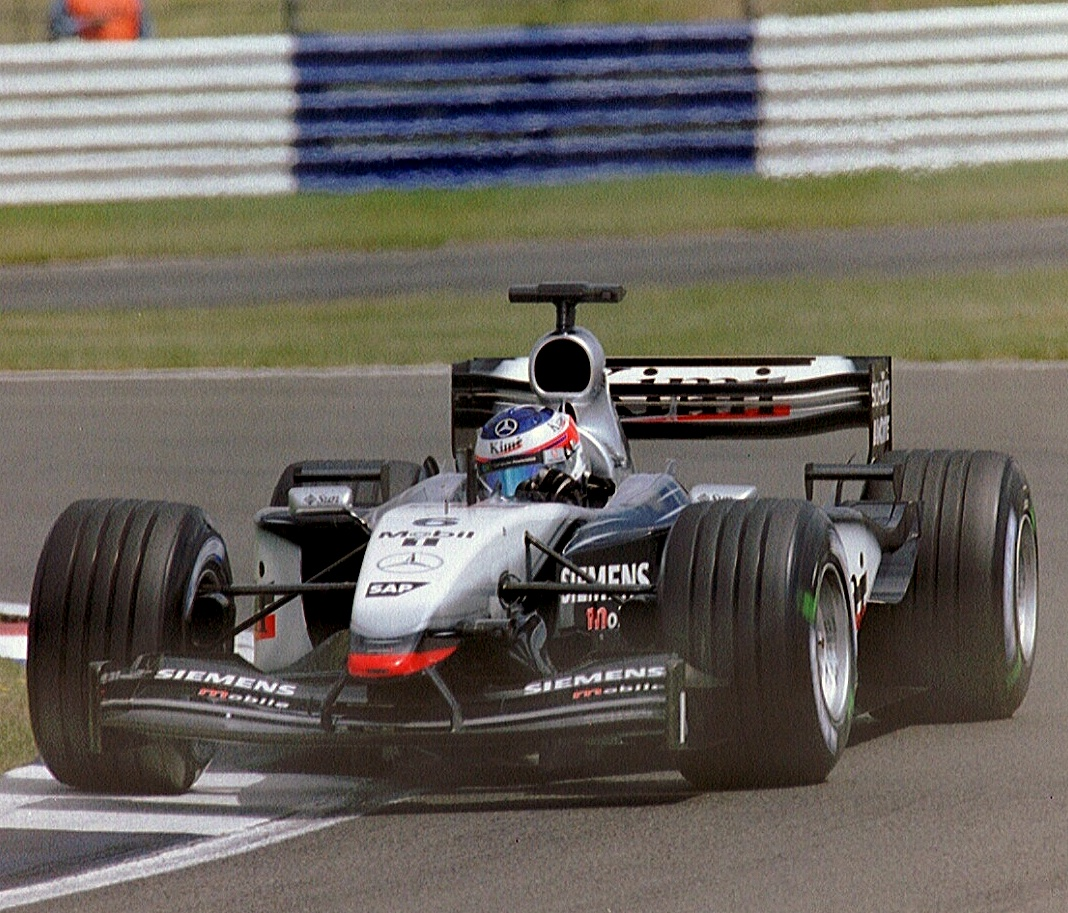
Kimi Räikkönen nel 2003.

Nel 2003 la McLaren deve fare ancora i conti con i problemi di affidabilità, che non permettono l'esordio della nuova vettura. Räikkönen sfiora il titolo piloti, perso per soli 2 punti, pur gareggiando con una monoposto evoluta dell'anno precedente; il titolo costruttori viene perso per 16 punti con un totale di 142 punti e 2 vittorie, chiudendo al 3º posto.
Nel 2004 la McLaren entra in piena crisi a causa dei problemi di affidabilità e sprofonda in 5ª posizione nel mondiale costruttori, superata dalle emergenti BAR e Renault, e pure dalla Williams, anch'essa in calo rispetto alle stagioni precedenti. Conclude il mondiale con 69 punti ed 1 sola vittoria: quella del Gran Premio del Belgio.
Nel 2005 la McLaren ingaggia Juan Pablo Montoya proveniente dalla Williams al posto di David Coulthard trasferitosi alla Red Bull. Durante la stagione la McLaren perde lo sponsor West, ma comunque riesce ad ottenere degli ottimi risultati. Chiude il mondiale con 10 Gran Premi vinti su 19 e 182 punti nel mondiale costruttori, al 2º posto, mentre Räikkönen è di nuovo vice-campione. Fino al 2005, i colori della McLaren seguivano quelli degli sponsor West, mentre attualmente il team mantiene il colore argento, ereditato dalla Mercedes-Benz.
Nel 2006 la McLaren si iscrive semplicemente come Team McLaren Mercedes, ma la stagione è poco prolifica, specie a causa dei problemi di affidabilità del motore. Non vince nessuna gara, cosa che non succedeva dal 1996. Chiude al 3º posto con 110 punti. A fine stagione la McLaren licenzierà entrambi i piloti per mettere sotto contratto il fresco bi-campione del mondo con la Renault Fernando Alonso come prima guida e la giovane promessa Lewis Hamilton come seconda. Dopo aver fatto l'accordo con Mercedes per la fornitura dei motori, la casa tedesca entrò nel capitale della società acquisendo il 40% della proprietà della McLaren.

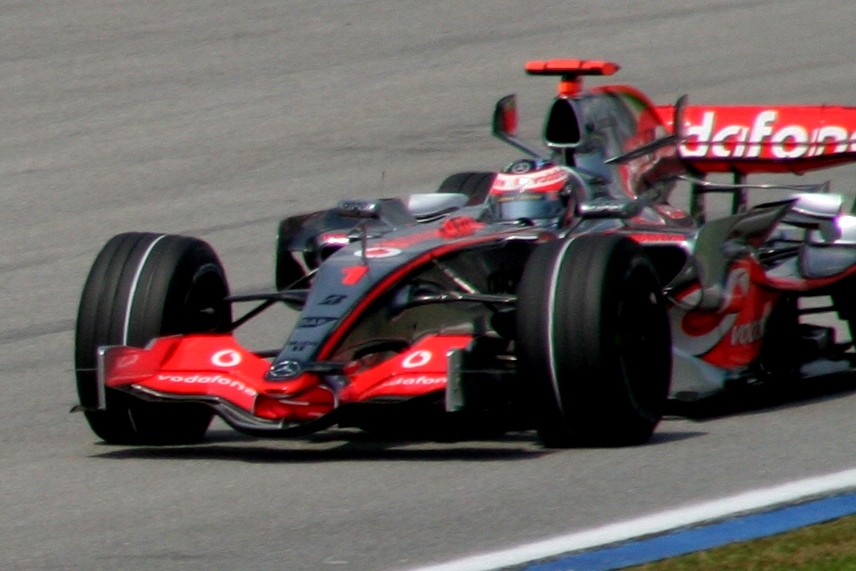
Fernando Alonso, campione uscente, appena approdato alla McLaren nel 2007.

Nel 2007 Dennis e Mansour Ojjeh cedettero metà della loro partecipazione residua (30% ciascuno) alla società del Bahrain, Mumtalakat Holding. Il team si iscrive come Vodafone McLaren Mercedes e cambia anche gli pneumatici da Michelin a Bridgestone. La McLaren torna a essere competitiva grazie ai nuovi piloti, Fernando Alonso e Lewis Hamilton, ma soprattutto ad una ritrovata affidabilità che le consente di non patire alcun ritiro per problemi meccanici in tutta la stagione e di andare a punti in ogni gara. Riesce a vincere 8 Gran Premi su 17. Però durante la stagione si sviluppa una lotta interna tra Fernando e Lewis che ricorda il duello Prost-Senna, e che porterà Alonso che si sentiva penalizzato rispetto all'inglese a lasciare la squadra a fine stagione. Il team sfiora il successo, ma perde tutti i punti del campionato costruttori a causa della Spy-Story che la contrappone alla Ferrari, mentre il titolo piloti lo perde all'ultima gara dove Hamilton si fa beffare da Kimi Räikkönen che gli rimonta 7 punti e diventa campione del mondo con 1 solo punto di vantaggio sull'inglese e su Alonso, entrambi secondi a pari punti.
Durante la stagione 2007 è finita sotto inchiesta da parte della FIA per alcuni disegni della monoposto F2007 della scuderia concorrente Ferrari (si parla di circa 780 pagine) rinvenuti a casa del suo capo-progettista Mike Coughlan. Il 26 luglio 2007 la scuderia Vodafone McLaren Mercedes è stata convocata nella sede di Parigi da parte della Federazione per chiarimenti al riguardo. Al termine del consiglio mondiale, la FIA ha deciso di non infliggere alcuna penalità al team inglese, pur avendo riconosciuto da parte sua l'infrazione dell'articolo 151c del Codice Sportivo Internazionale, in quanto le informazioni in loro possesso non sarebbero state usate. Di seguito la sentenza che ha fatto molto discutere:
"Il Consiglio Mondiale ha trovato il team Vodafone McLaren Mercedes in possesso di informazioni confidenziali della Ferrari e ha quindi violato l'articolo 151c del Codice Sportivo Internazionale. Comunque, le prove sono insufficienti per dire che tale informazione sia stata usata e in che modo al fine di interferire in maniera impropria con gli esiti del mondiale di Formula 1. Per questo non commineremo penalità. Ma se in futuro rileveremo l'utilizzo delle informazioni Ferrari e la loro influenza sul campionato, ci riserviamo il diritto di invitare la McLaren di nuovo qui davanti al Consiglio Mondiale dove affronterà la possibilità di un'esclusione non solo dal mondiale 2007 ma anche da quello 2008. Il WMSC invita anche i signori Stepney e Coughlan ad esporre le ragioni per le quali non dovrebbero essere banditi dagli sport motoristici internazionali per un lungo periodo e il Consiglio ha delegato l'autorità di trattare l'assunto al dipartimento legale della FIA."
Successivamente, Max Mosley rinviò il caso alla Corte d'Appello Internazionale il 13 settembre di quell'anno, ma la FIA annullò la seduta convocando invece un nuovo Consiglio Mondiale in quello stesso giorno, a fronte di nuove prove venute in possesso della Federazione, in particolare costituite da e-mail che Fernando Alonso e Pedro de la Rosa si sono inviati in cui si parla del materiale Ferrari ottenuto da Coughlan. L'8 settembre 2007 inoltre, durante le qualifiche del Gran Premio d'Italia, a Monza, vennero notificati a Ron Dennis e ad altri tre dirigenti del team altrettanti avvisi di garanzia su ordine della Procura di Modena che tuttora indaga sul caso.
Nella riunione del Consiglio Mondiale del 13 settembre 2007 la FIA decise di condannare la McLaren al pagamento di 100 milioni di dollari di ammenda, oltre a stabilire l'azzeramento dei punti nella classifica costruttori 2007. Nessuna penalità venne invece inflitta ai piloti Fernando Alonso e Lewis Hamilton poiché gli fu offerta l'immunità in cambio della collaborazione nelle indagini, e poterono quindi continuare a lottare per il titolo piloti.
Tuttavia nell'ultima gara stagionale, tenutasi il 21 ottobre 2007 ad Interlagos, in Brasile, nonostante i due piloti del team si trovassero nelle prime due posizioni nel mondiale è stato l'altro candidato al titolo, il finlandese della Ferrari Kimi Räikkönen, ad aggiudicarsi l'iride recuperando i 7 punti di svantaggio che lo dividevano da Hamilton, vittima di numerosi contrattempi meccanici, e a concludere il campionato con un punto di vantaggio sia su Hamilton che su Alonso, secondi a pari punti. A fine Gran Premio la McLaren ha esposto appello contro BMW Sauber e Williams, finite sotto inchiesta dopo la gara per temperature della benzina più basse del consentito e in seguito prosciolte dai commissari brasiliani. Ma il ricorso della scuderia inglese è stato respinto il 16 novembre, sancendo definitivamente il titolo di Räikkönen e chiudendo la stagione 2007 della Formula 1.

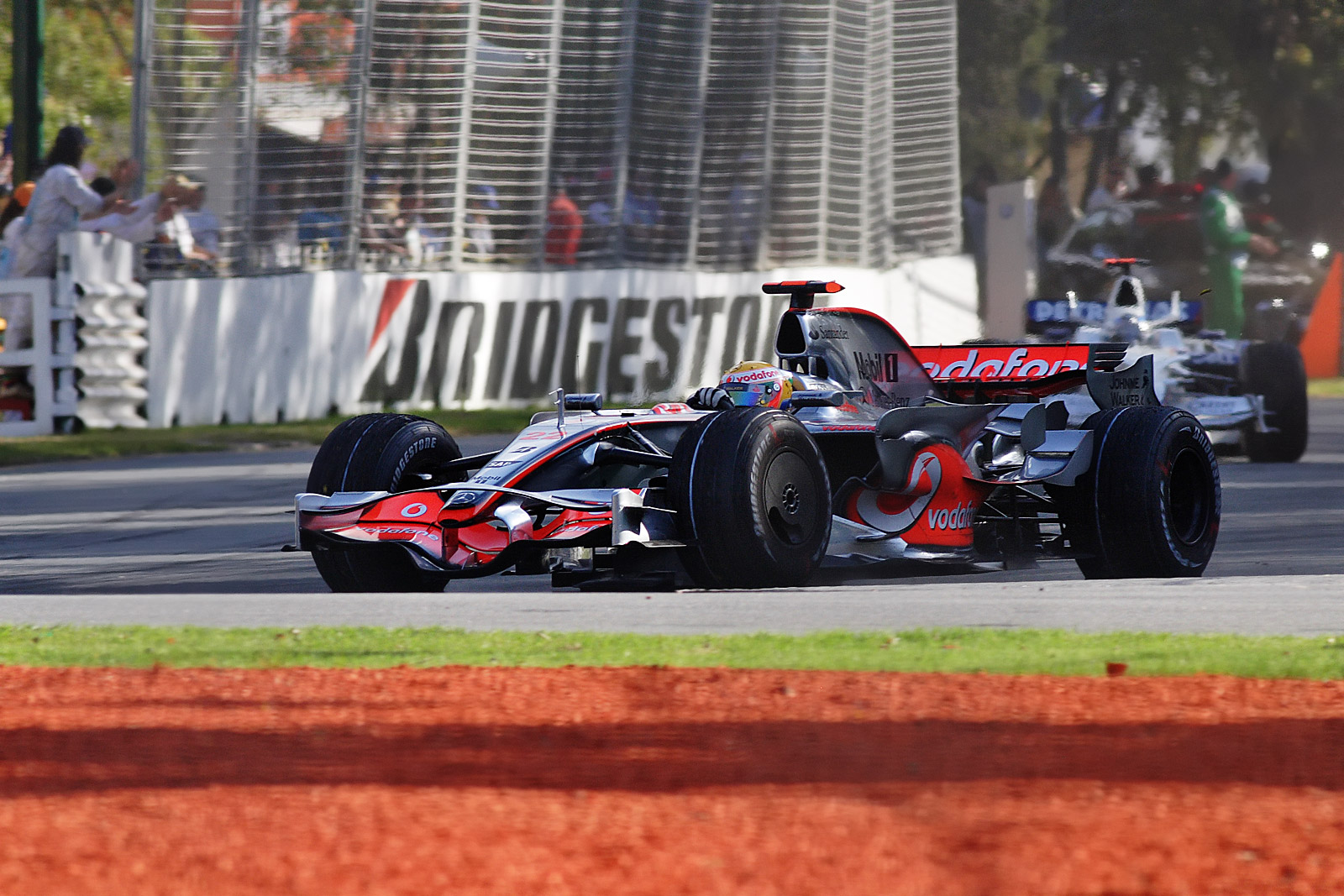
Lewis Hamilton nel Gran Premio d'Australia 2008.

Nel 2008 la McLaren rischia di subire di nuovo la beffa all'ultima gara, questa volta a opera dell'altro ferrarista Felipe Massa. Lewis Hamilton controlla la gara cercando solo il piazzamento necessario alla vittoria finale, ma negli ultimi giri la pioggia cambia le carte in tavola e Hamilton viene superato da Sebastian Vettel con la Toro Rosso, Massa vince la gara e sembra essere campione ma a tre curve dalla fine Hamilton riesce a superare Timo Glock con la Toyota, che era in difficoltà con le gomme da asciutto, e vince il mondiale per un punto su Massa. La McLaren conclude al 2º posto nel mondiale costruttori con 151 punti.
Prima dell'inizio della stagione 2009, il 16 gennaio Ron Dennis annuncia la sua intenzione di abbandonare il team a partire dal successivo 1º marzo, lasciando il suo posto a Martin Whitmarsh. In questa annata, dominata dalle sorprese Brawn e Red Bull, la McLaren si rivela molto meno competitiva rispetto al recente passato, ottenendo solo 2 vittorie con Lewis Hamilton, mentre la seconda guida Heikki Kovalainen non giunge mai a podio. Conclude il mondiale al 3º posto nei costruttori con appena 71 punti.
Al termine della stagione 2009 di Formula 1, la Mercedes ha annunciato l'acquisizione della maggioranza della scuderia Brawn GP, che diventa Mercedes GP a partire dal 2010; contestualmente, la Mercedes cederà gradualmente la propria quota in McLaren, che ricomprerà il 40% delle azioni attualmente in possesso al costruttore tedesco entro il 2011. Tuttavia, Mercedes continuerà a fornire i motori gratuitamente alla McLaren almeno fino al 2015, anno in cui la McLaren userà nuovamente motori Honda.
Nel 2010 il neo campione del mondo con la Brawn Jenson Button ha preso il posto di Kovalainen al fianco di Hamilton, e il team è rimasto in lotta per il titolo costruttori fino al Gran Premio del Brasile, dove la Red Bull (grazie ad una doppietta) ha conquistato il suo primo mondiale, accontentandosi quindi del 2º posto con 454 punti.
Per la stagione 2011 il team di Woking ha realizzato una nuova monoposto (MP4-26), sempre a motore Mercedes, presentata a Berlino il 4 febbraio 2011. I piloti rimangono Lewis Hamilton e Jenson Button, il ruolo di collaudatore e terzo pilota viene ricoperto da Gary Paffett, al quale si aggiunge poi Pedro de la Rosa. La stagione si rivela molto interessante per il team, che riesce ad essere competitivo in molte gare, non riuscendo però a vincere alcun titolo in palio. Viene quindi confermato il 2º posto nel mondiale costruttori con 497 punti.
Nel 2012 la scuderia schierò la nuova MP4-27 motorizzata Mercedes, confermando nuovamente Hamilton e Button. Quest'ultimo vinse la gara di apertura della stagione a Melbourne. Dopo un lieve appannamento delle prestazioni nella parte centrale di campionato, nella quale comunque Hamilton riuscì a vincere il Gran Premio del Canada, a partire dal Gran Premio d'Ungheria la vettura tornò molto competitiva, tanto che Hamilton e Button conquistarono quattro pole position consecutive. Nella pausa tra il Gran Premio di Singapore ed il Gran Premio del Giappone la scuderia annunciò l'ingaggio di Sergio Pérez in sostituzione di Hamilton, che sarebbe passato alla Mercedes nel 2013. La stagione si concluse con la vittoria di Button nel Gran Premio del Brasile, e il 3º posto nel campionato costruttori con 378 punti.
A febbraio 2013 viene presentata nella sede della scuderia (Woking) la nuova vettura, la MP4-28, affidata al confermato Jenson Button e al nuovo acquisto Sergio Pérez. Nelle prime gare il team non riesce ad ottenere risultati di livello ottenendo come miglior risultato un 5º posto in Cina. Inoltre, dopo 64 gare, in Canada nessuna delle vetture arriva in zona punti (Sergio Pérez 11º e Jenson Button 12º). Il resto della stagione è analogo alle prime gare: la McLaren termina il campionato costruttori al quinto posto con 122 punti, ottenendo come miglior piazzamento un quarto posto di Button nell'ultima gara in Brasile. La scuderia di Woking conclude per la prima volta dopo 32 anni una stagione senza podi, tanto che la stagione 2013 è la peggiore degli ultimi 47 anni. Nel maggio 2013 viene annunciato il ritorno della Honda in Formula 1 per la stagione 2015, come fornitore di propulsori per la McLaren.
Nel 2014 il team perde lo sponsor Vodafone, e si iscrive semplicemente come McLaren Mercedes. L'anno diventa quindi una stagione di transizione, nella quale la McLaren utilizza per l'ultima volta i motori Mercedes, dopo vent'anni di collaborazione. Pérez non viene confermato, venendo sostituito dal debuttante danese Kevin Magnussen. Il campionato inizia positivamente, con Magnussen e Button a podio nell'inaugurale Gran Premio d'Australia. Questo risultato è però un caso isolato e il resto della stagione si sviluppa in modo simile alla precedente, con Button e Magnussen sempre in lotta per segnare punti ma lontani dalle prime posizioni. La McLaren contende alla Force India il quinto posto nel mondiale costruttori, conquistandolo con 181 punti.

#### Il fallimentare ritorno della Honda, la partenza di Ron Dennis e la crisi (2015-2018)
Nel 2015 la McLaren passa ai motori Honda, iscrivendosi come McLaren Honda, e rinnovando una collaborazione che aveva portato grandi successi tra fine anni 1980 e inizio anni 1990. Sul fronte dei piloti, Button viene confermato per la sesta stagione consecutiva; al suo fianco arriva dalla Ferrari Fernando Alonso, al ritorno nel team inglese dopo la turbolenta stagione 2007. Nei test pre-stagionali la monoposto percorre pochi km e palesa diversi problemi tecnici e di affidabilità. Nel corso delle prove sul circuito di Catalogna, Alonso è vittima di un incidente dalle cause e dagli esiti non chiariti, che lo costringe a saltare la gara d'esordio in Australia: al suo posto viene richiamato Kevin Magnussen. Si rivela sin dall'inizio una stagione complicata per la McLaren-Honda, con entrambi i piloti costantemente fuori dalla zona punti. Il miglior risultato stagionale sarà ottenuto nel Gran Premio d'Ungheria (350ª gara per la Honda come fornitrice di motori), con Alonso che giunge al 5º posto, mentre Button chiude 9º. La stagione si conclude con appena 27 punti, penultimo posto nel campionato costruttori.

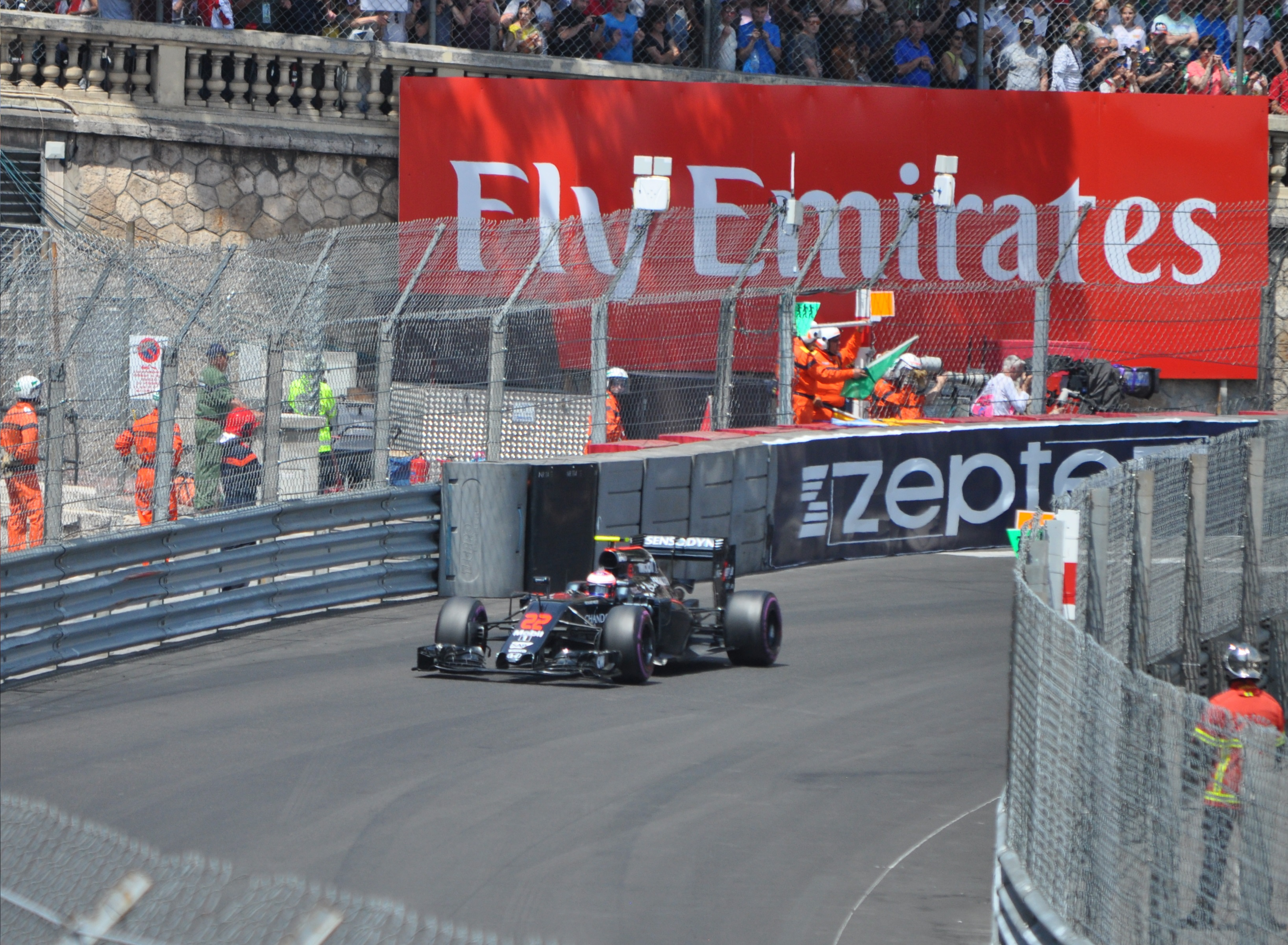
Jenson Button all'uscita della curva del Tabaccaio durante la Q1 del Gran Premio di Monaco 2016

Nel 2016 le cose migliorano notevolmente. Alonso, come nel 2015, è costretto a saltare una gara per infortunio (il Gran Premio del Bahrein), per i postumi del terrificante incidente con Gutiérrez patito durante la prima corsa in Australia. Il suo sostituto, il belga Stoffel Vandoorne, esordisce in F1 con un ottimo 10º posto. I migliori risultati stagionali saranno ottenuti dallo stesso pilota spagnolo a Monaco e negli Stati Uniti, dove in entrambi i casi giungerà 5º, mentre nel Gran Premio d'Italia si toglierà la soddisfazione del giro più veloce in gara. Al termine dell'anno Button chiude, almeno momentaneamente, la sua lunga carriera in F1. Rispetto alla stagione precedente il bilancio è comunque più che positivo per la scuderia, che chiude al sesto posto nei costruttori con 76 punti.
Per il 2017 al fianco di Fernando Alonso viene promosso il giovane Stoffel Vandoorne, già protagonista di una gara nel 2016 come sostituto proprio del pilota spagnolo infortunato. Jenson Button resta invece in qualità di "ambasciatore" e sviluppatore della vettura, e all'occorrenza come terzo pilota in sostituzione del duo titolare qualora ce ne fosse bisogno (come in occasione del Gran Premio di Monaco, concomitante con la centunesima edizione della 500 Miglia di Indianapolis alla quale ha preso parte Fernando Alonso). Dopo gli incoraggianti progressi del 2016, la nuova stagione vede invece un brusco ritorno alle difficoltà del 2015, con entrambi i piloti che raramente riescono ad entrare in zona punti, e che ottengono il poco invidiabile record del maggior numero di posizioni di penalità ricevute in griglia, frutto dei continui problemi patiti dalla power unit Honda. Il miglior risultato rimane il 6º posto di Alonso, con tanto di giro più veloce in gara, nel Gran Premio d'Ungheria. Il magro bottino finale parla di appena 30 punti conquistati, con il 9º e penultimo posto nei costruttori.
Il secondo binomio McLaren-Honda si è rivelato questa volta completamente fallimentare, e nemmeno lontanamente paragonabile in termini di risultati a quello che dominò la scena tra il 1988 e il 1992.
Il 15 settembre 2017, vista la scarsa competitività dimostrata dal propulsore Honda nell'ultimo triennio, arriva l'ufficialità del cambio di motorizzazione per il 2018, con la scuderia di Woking che firma un accordo triennale col fornitore francese Renault. L'inizio di stagione è positivo, in quanto, dopo 4 gare, la scuderia ha già migliorato il bottino finale della stagione 2017. Tuttavia, il direttore tecnico Tim Goss viene sollevato dall'incarico e, alla vigilia del Gran Premio di Gran Bretagna, il direttore sportivo Éric Boullier rassegna le sue dimissioni, sostituito da Gil de Ferran. Il 14 agosto Fernando Alonso annuncia il suo ritiro dalla Formula 1 al termine della stagione, dopo 17 campionati da titolare. Dal 2019 viene sostituito da un altro spagnolo, Carlos Sainz Jr. della Renault, anche se rimane nel team come collaudatore e consigliere. Il 3 settembre viene annunciato che anche l'altro pilota Stoffel Vandoorne non guiderà più la McLaren nella stagione 2019, diventando nuovo collaudatore della Mercedes; in sua sostituzione viene promosso il giovane terzo pilota Lando Norris. Nella seconda parte di campionato la storica scuderia inglese accusa un calo di competitività che relega i due piloti stabilmente nelle retrovie; soltanto in poche occasioni, infatti, arriva qualche piazzamento tra i primi dieci. Nonostante i problemi il bilancio finale, se confrontato con quello della stagione 2017, è comunque positivo per la McLaren, che chiude al sesto posto nei costruttori con 62 punti, complice la perdita da parte della Force India dei punti acquisiti nelle prime dodici gare.

#### La risalita e il ritorno alla vittoria del mondiale costruttori (2019-oggi)
Il 2019 vede una McLaren più competitiva rispetto alle ultime stagioni. Infatti, dopo le prime dodici gare, la scuderia ha già migliorato il bottino finale dei precedenti quattro campionati. Anche dopo la pausa estiva, la McLaren conferma i progressi della vettura, conquistando diversi piazzamenti in zona punti con entrambi i piloti. Degno di nota il risultato ottenuto nel rocambolesco Gran Premio del Brasile, nel quale Sainz, costretto a partire dall'ultima posizione, rimonta fino alla quarta posizione, ma dopo la penalità di 5 secondi inflitta a Lewis Hamilton, sale al terzo posto, regalando il primo podio alla McLaren dal Gran Premio d'Australia 2014. Il bilancio finale del team è di 145 punti, e vale la quarta posizione nella classifica costruttori, il miglior risultato delle ultime sette stagioni.
Anche il campionato 2020 si apre positivamente per la storica scuderia inglese, con il podio conquistato da Lando Norris nel rocambolesco Gran Premio d'Austria, nel quale il giovane pilota inglese taglia il traguardo in quarta posizione e, all'ultimo giro, ottiene anche il giro più veloce della corsa, ma dopo la penalità di 5 secondi inflitta a Lewis Hamilton, sale al terzo posto, conquistando il suo primo podio in Formula 1. L'altro pilota Carlos Sainz Jr. chiude con un ottimo quinto posto. Nel Gran Premio successivo, corso sul medesimo circuito, entrambe le vetture entrano in zona punti, con Sainz che ottiene il secondo giro veloce consecutivo per la scuderia. Nel rocambolesco Gran Premio d'Italia la scuderia conquista il suo secondo podio stagionale, nel quale Sainz taglia il traguardo in seconda posizione. L'ottima giornata del team viene completata dal quarto posto di Norris. Il resto della stagione vede entrambi i piloti raggiungere costantemente piazzamenti a punti. Il bilancio finale, molto positivo, è di 202 punti, e vale la terza posizione nella classifica costruttori: era dalla stagione 2012 che la McLaren non giungeva tra le prime tre scuderie nel mondiale.

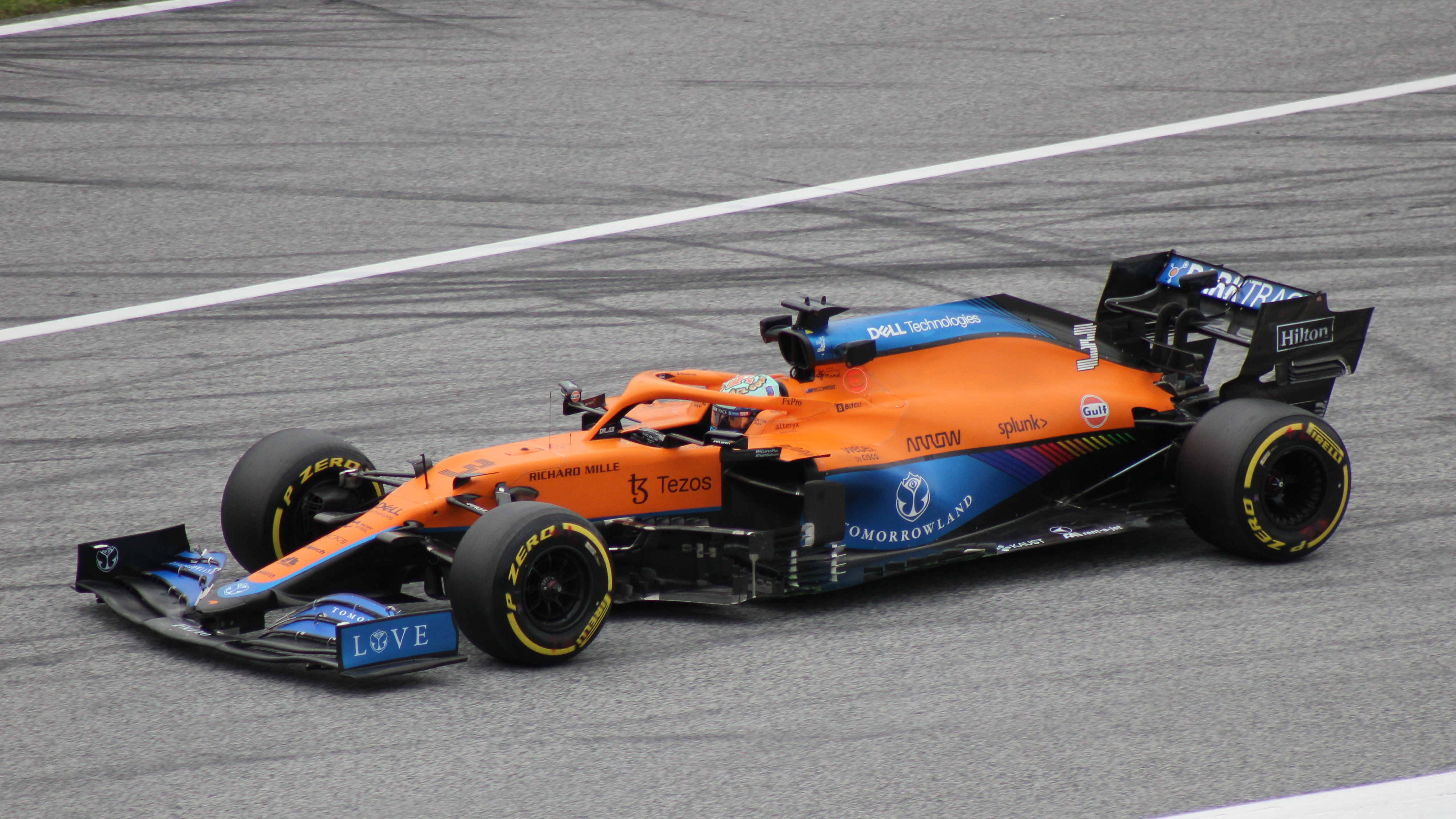
Daniel Ricciardo durante il Gran Premio d'Austria 2021.

Il 28 settembre 2019 viene annunciato che a partire dalla stagione 2021, la McLaren abbandonerà le power unit Renault, per montare nuovamente quelle Mercedes, come già accaduto dalla stagione 1995 alla 2014. Il 14 maggio 2020 Carlos Sainz Jr. firma un contratto con la Ferrari lasciando quindi posto a Daniel Ricciardo che accompagnerà il giovane Lando Norris per la stagione 2021. La nuova vettura è la MCL35M, che viene presentata il 15 febbraio. Nel Gran Premio d'Italia Daniel Ricciardo regala la prima vittoria alla McLaren dopo 9 anni, dal Gran Premio del Brasile 2012. A completare una giornata trionfale per la scuderia inglese il secondo posto di Lando Norris, che vale al team la prima doppietta dopo 11 anni, dal Gran Premio del Canada 2010. Nel successivo Gran Premio di Russia Lando Norris regala la prima pole position alla McLaren dopo 9 anni, dal Gran Premio del Brasile 2012. Paradossalmente però dopo questi ottimi risultati, nella parte finale della stagione si ha un'involuzione nelle prestazioni, con la squadra che ottiene solo piazzamenti a punti di "rincalzo", soprattutto con Norris. Ciò preclude la conferma del terzo posto nel mondiale costruttori che sembrava alla portata. Il bilancio finale infatti è di 1 vittoria, 1 doppietta e 1 pole position, per un totale di 275 punti, che valgono alla McLaren la quarta posizione nella classifica costruttori.
Nella stagione 2022 la line-up dei piloti rimane invariata. Nonostante un avvio di stagione difficile, nel Gran Premio dell'Emilia-Romagna Lando Norris regala alla McLaren l'unico podio stagionale, giungendo al terzo posto. Il resto del campionato vede come di consueto una gran regolarità da parte di Norris nel giungere in zona punti, mentre il pilota australiano al contrario è autore di un'annata molto negativa, e solo in poche occasioni riesce ad arrivare tra i primi dieci. Questo porta la scuderia britannica a totalizzare solo 159 punti, che la vedono scendere in quinta posizione nella classifica costruttori.
Il 2 settembre 2022 viene ufficializzato il trasferimento di Oscar Piastri, collaudatore dell'Alpine, alla McLaren per il 2023, al posto di Daniel Ricciardo, nuovo terzo pilota della Red Bull. Confermato invece l'altro pilota Lando Norris. Dopo un inizio di stagione molto negativo con pochissimi punti totalizzati, nelle ultime gare prima della pausa estiva la scuderia inglese trova una gran competitività, culminata con i due secondi posti consecutivi di Norris in Gran Bretagna e Ungheria, e con lo stesso piazzamento ottenuto da Piastri nella Sprint del Gran Premio del Belgio. Anche dopo la sosta estiva, la McLaren si conferma molto competitiva. Norris ottiene altri due secondi posti consecutivi a Singapore e in Giappone, dove anche Piastri sale sul podio, chiudendo terzo. Proprio il giovane australiano è grande protagonista del sabato nel successivo Gran Premio del Qatar, che lo vede conquistare la pole position nella Sprint Shootout e poi trovare la vittoria nella successiva gara Sprint. Oltre al successo di Piastri, da segnalare anche la prestazione di Norris: secondo nella Sprint Shootout e terzo in gara Sprint. Nella gara della domenica, malgrado partissero indietro nello schieramento (Piastri sesto e Norris decimo), concludono ancora una volta entrambi sul podio, rispettivamente secondo e terzo. Dopo due ulteriori secondi posti di Norris negli Stati Uniti e a San Paolo (secondo anche nella Sprint) e altri piazzamenti a punti da parte di entrambi i piloti, una stagione cominciata in sordina per il team britannico si conclude in maniera più che soddisfacente con la quarta posizione nel mondiale costruttori con un totale di 302 punti.

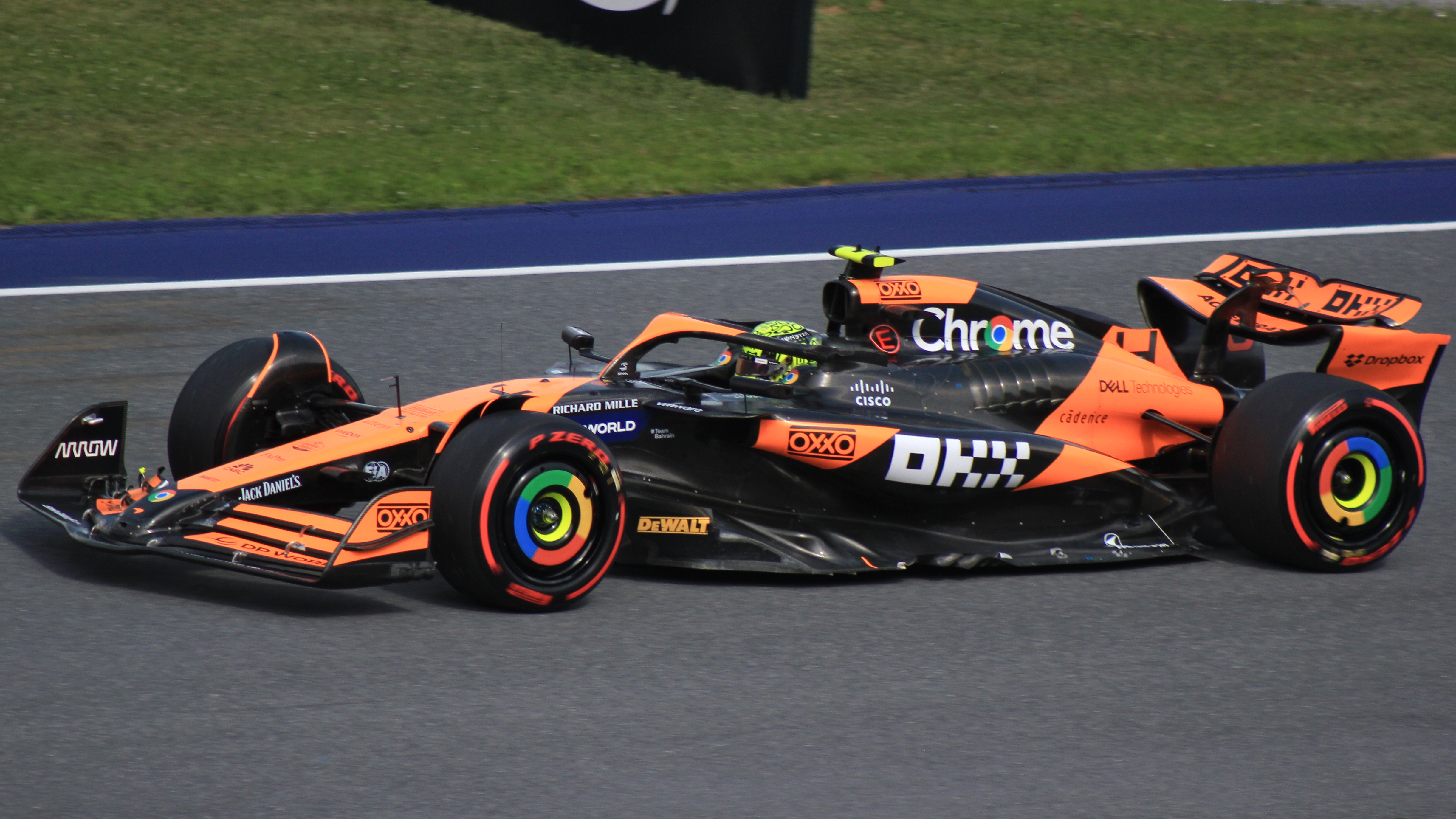
Lando Norris durante il Gran Premio d'Austria 2024.

Il 16 gennaio 2024, dopo aver preparato l'evento sui suoi canali social, il team di Woking ha presentato con largo anticipo la livrea ufficiale della MCL38, la monoposto che verrà utilizzata nella stagione 2024, e che sarà svelata il 14 febbraio. Confermata la giovane coppia di piloti formata da Oscar Piastri e Lando Norris. Il campionato inizia con i due piloti che vanno regolarmente a punti, ed al terzo Gran Premio in Australia, Norris conquista il primo podio stagionale, classificandosi terzo davanti al compagno di squadra Piastri, che ottiene la quarta posizione e conferma l'ottima giornata del team. Norris torna sul podio in Cina, chiudendo secondo ed ottenendo anche la pole position nella Qualifica Sprint. Al successivo Gran Premio di Miami, la McLaren torna alla vittoria dopo quasi tre anni (dal Gran Premio d'Italia 2021) grazie al primo successo in carriera di Lando Norris, che sfruttando un precedente ingresso della safety car riesce a battere in pista Max Verstappen. Nel Gran Premio d'Ungheria arriva la prima vittoria in Formula 1 anche per Oscar Piastri, che precede sul traguardo il suo compagno di squadra, firmando così una doppietta che in casa McLaren mancava da quasi tre anni (sempre dal Gran Premio d'Italia 2021). Subito dopo la pausa estiva, nel Gran Premio d'Olanda Norris ottiene la sua seconda vittoria stagionale e il suo primo hat trick in carriera. Nel Gran Premio d'Azerbaigian arriva la seconda vittoria stagionale anche per Piastri, al termine di un entusiasmante e prolungato duello con il poleman di giornata Charles Leclerc. Contestualmente, grazie anche al quarto posto di Norris, la McLaren supera la Red Bull in testa al mondiale costruttori. Una settimana più tardi, a Singapore, Norris vince la sua terza gara in campionato, assottigliando ulteriormente il suo svantaggio nei confronti del capoclassifica Verstappen. Il campionato piloti non viene però vinto dal pilota britannico, di nuovo vincitore ad Abu Dhabi, che assieme al suo compagno Piastri raccoglie invece abbastanza punti per mantenere vantaggio su una rediviva Ferrari, in lotta fino all'ultima gara, permettendo così alla McLaren di vincere il nono titolo costruttori della propria storia a distanza di 26 anni dall'ultima volta. Il bottino finale di questa grande annata per la scuderia è di 6 vittorie, 1 doppietta e 8 pole position su 24 gare, per un totale di 666 punti.
Per la stagione 2025 viene confermata per il terzo anno consecutivo la coppia di piloti formata da Oscar Piastri e Lando Norris. La prima parte del campionato vede la scuderia dominare in modo quasi schiacciante il resto della concorrenza, con 11 vittorie su 14 gare (6 per Piastri e 5 per Norris), mettendo una seria ipoteca sulla conquista di entrambi i titoli mondiali.

### USAC e IndyCar

#### I successi negli anni '70 (1971-1979)

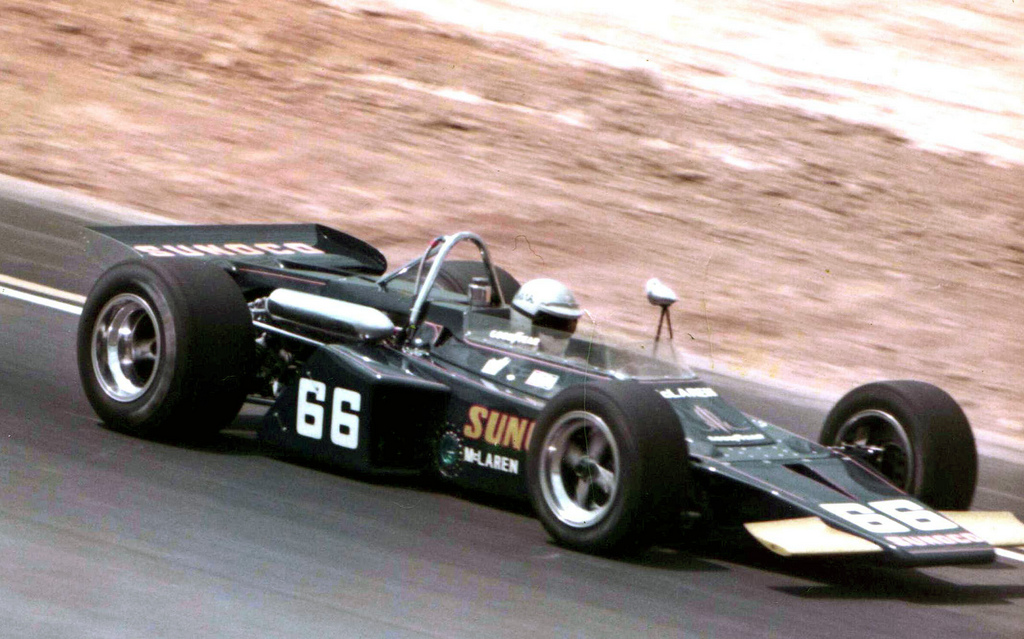
Mark Donohue guida la McLaren M16A alla Pocono 500 nel 1971.

La McLaren nel 1971 ha disputato per la prima volta alcune gare del campionato USAC, compresa la 500 Miglia di Indianapolis. L'auto era la M15 e gli iscritti per la 500 Miglia erano Bruce McLaren insieme a Chris Amon e Danny Hulme, ma dopo che Amon si ritirò e che Hulme fu vittima di un incidente nelle prove nel quale si provocò delle bruciature alle mani, i due furono sostituiti da Peter Revson, che si ritirò durante la gara, e Carl Williams, che finì settimo. La squadra ha poi completato altre gare del campionato. Per il 1972 fu iscritta una nuova vettura, la M16 con la quale il pilota Mark Donohue conquistò la pole e terminò secondo la 500 Miglia di Indianapolis, che poi vinse l'anno successivo con la McLaren M16B del team privato Penske. Nel 1973 Johnny Rutherford entrò a far parte della squadra e la McLaren vinse con lui a bordo della M16C per la prima volta la 500 Miglia nel 1974. Rutherford arrivò secondo nel 1975 vinse di nuovo la 500 Miglia nel 1976. Nel 1977 fu introdotta la M24 ma la McLaren non riprodusse i propri successi negli anni successivi alla 500 Miglia e ad altre gare del campionato USAC, e nel 1979 si ritirò dalla serie.

#### Il ritorno alla 500 Miglia di Indianapolis (2017, 2019)
Nel 2017 la McLaren fece il suo ritorno alla 500 Miglia di Indianapolis, scegliendo di collaborare con un team che fosse motorizzato da Honda, visto l'accordo di motorizzazione intrapreso con la casa giapponese anche in Formula 1. La vettura della McLaren, la Dallara DW12 in uso nel campionato monomarca, fu quindi preparata dalla Andretti Autosport, una delle migliori squadre della serie, e fu guidata da Fernando Alonso. L'asturiano saltò il Gran Premio di Monaco venendo sostituito dal britannico Jenson Button per partecipare ai rookie test. Durante la gara Alonso riuscì anche a stare al comando, ma sfortunatamente a 21 giri dalla bandiera a scacchi fu costretto al ritiro a causa di un guasto al motore.
Nel 2019 la McLaren si iscrisse nuovamente alla 500 Miglia, stavolta però in maniera indipendente come wild card. Vista la conclusione dell'accordo di motorizzazione con la Honda in Formula 1, per spingere la Dallara DW12 si preferì il propulsore Chevrolet a quello Honda. Il pilota fu nuovamente Alonso, disimpegnato durante il suo momentaneo ritiro dalla Formula 1. L'epilogo della gara non fu positivo: dopo un incidente nelle prove che causò un danno al telaio della vettura, fu necessario ricostruire la macchina saltando tutte le sessioni di prove libere. Alle qualifiche Alonso si ritrovò ad avere problemi di set-up vettura e con infiniti tentativi passò al turno del bump day (alla 500 Miglia di Indianapolis il bump day è la fase di composizione dell'undicesima fila della griglia di partenza, e nel caso in cui il numero degli iscritti superi i 33 partecipanti, tutti quelli che vanno oltre il trentatreesimo tempo vengono eliminati non disputando la gara il giorno successivo). Alonso si ritrovò a lottare agli ultimi istanti di qualifica contro Kyle Kaiser della Juncos Racing (squadra Indy Lights), duellando per ottenere l'ultima posizione; alla fine della qualifica Alonso fece registrare il tempo numero 34, non qualificandosi per la gara.

#### La collaborazione con Schmidt Peterson Motorsports (2020-oggi)

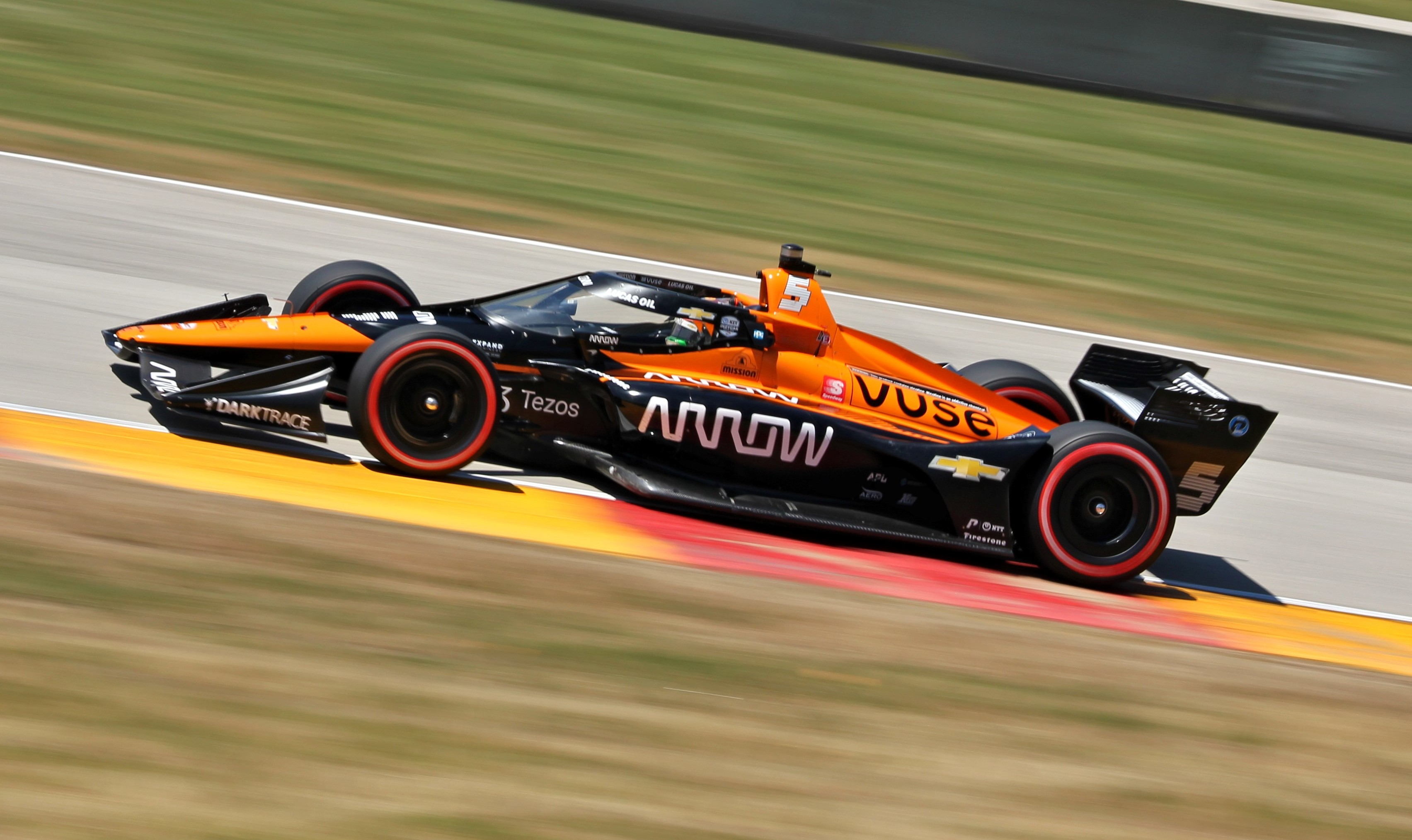
Patricio O'Ward sulla Dallara del team Arrow McLaren SP nel 2021.

Dal 2020 la McLaren ha cominciato un impegno stabile nel campionato IndyCar, intraprendendo una partnership con il team Schmidt Peterson Motorsports, diventandone inizialmente co-title sponsor insieme alla Arrow Electronics, rinominando così il team Arrow McLaren SP, fino ad acquisire una quota di maggioranza del 75% della proprietà del team nel 2021.
La line-up dei piloti per il 2020 comprende il campione Indy Lights 2019 Oliver Askew e il messicano Patricio O'Ward. Il 7 febbraio 2020 è stato annunciato anche l'ingresso di una terza vettura wild card per la 500 Miglia di Indianapolis 2020, sponsorizzata da Ruoff Mortgage e guidata nuovamente da Alonso. La maggior parte dei migliori piazzamenti, compreso un podio, viene ottenuta da O'Ward, spingendo così il team a sostituire Askew, anch'esso autore di un piazzamento a podio, con Hélio Castroneves alla terzultima gara del campionato, ma vista la scarsità di risultati ottenuta anche da Castroneves, per l'ultima gara viene fatto gareggiare nuovamente Askew. Askew e O'Ward terminano il campionato rispettivamente al diciannovesimo e al quarto posto.
Per il 2021 la Arrow McLaren SP porta delle novità a livello di line-up: O'Ward viene riconfermato, mentre Askew viene sostituito dallo svedese Felix Rosenqvist proveniente da Chip Ganassi Racing, e qualche settimana dopo viene scelto un nuovo pilota sulla terza vettura per la 500 Miglia di Indianapolis 2021, il colombiano Juan Pablo Montoya che torna nella IndyCar dopo tre anni d'assenza. Un altro ex pilota di Formula 1 debutta con il team: Kevin Magnussen, che sostituisce l'infortunato Rosenqvist nella tappa a Road America. Nel 2021 arrivano le prime vittorie grazie a O'Ward che trionfa in Texas e a Detroit, terminando terzo in campionato.

### Formula E
Il 14 maggio 2022 la McLaren annuncia il suo ingresso nella Formula E rilevando la struttura della Mercedes. La casa di Woking farà il suo esordio nella serie elettrica dalla stagione 2022-2023, la prima con le nuove vetture di Gen3. Nel mese di giugno viene annunciato che sarà Nissan a fornire le powertrains al team britannico. Nel mese di agosto viene annunciato René Rast come primo pilota del team, che viene affiancato dal britannico Jake Hughes. Per la stagione 2023-2024 il pilota tedesco non viene confermato, e al suo posto il 22 agosto 2023 viene annunciato Sam Bird, anch'egli britannico. Nel corso delle prove libere dell'E-Prix di Monaco, Bird si frattura la mano sinistra in seguito a un incidente contro le barriere. Per il resto del weekend e il successivo doppio appuntamento a Berlino viene sostituito dal pilota di riserva, il britannico Taylor Barnard. Bird riprende regolarmente il suo posto a partire dall'E-Prix di Shanghai. Proprio Barnard viene promosso titolare al fianco di Bird per la stagione 2024-2025, al posto del partente Hughes. Il 25 aprile 2025 arriva l'annuncio del ritiro della McLaren dalla Formula E al termine della stagione, per concentrarsi sul ritorno nel WEC previsto per il 2027.

## Sponsorizzazioni
La McLaren ha sempre avuto un rapporto molto stretto con gli sponsor già dagli anni settanta quando strinse vari accordi di partnership, tra i quali quello storico con Marlboro, contraddistinto dall'iconica livrea bianca con triangoli rosso-arancio e che perdurò fino al 1996, quando subentrò la West, che con i suoi colori fece guadagnare alle vetture di Woking l'appellativo di Frecce d'argento, rimasto anche dopo l'addio del 2005.
Dal 2006 diventa sponsor del team la bevanda alcolica Johnnie Walker e solo per la stagione di quell'anno è title sponsor la compagnia aerea Fly Emirates.
Nel 2007 è stato siglato un contratto di sponsorizzazione da 100 milioni di dollari a stagione tra il team inglese e Vodafone che durerà fino al 2013.
Dal 2011 entra anche un nuovo sponsor, la GlaxoSmithKline, attraverso il suo brand di sport drink Lucozade.
Nel 2015 tornerà lo sponsor Segafredo, e nello stesso anno la TAG Heuer lascia il team inglese per passare alla Red Bull nel 2016.
A partire dalla stagione 2020 la British American Tobacco, dopo varie apparizioni nel 2019, sarà il main sponsor della scuderia tornando così nel circus della Formula 1 dal 2006, allora main sponsor della Honda insieme alla marca di sigarette Lucky Strike. Nello stesso anno viene trovato un accordo con la Gulf, il cui marchio torna sulle vetture di Woking già nel corso della stagione 2020 e che fornirà lubrificanti a partire dal 2021.

## Gestione Sportiva
- Piloti: Oscar Piastri, Lando Norris
- Team Principal: Andrea Stella
- CEO: Zak Brown
- Chief Business Affairs Officer: Alessandro Alunni Bravi
- Direttore sportivo: carica vacante
- Coordinatore di produzione, ingegneria e logistica: Paul Barnes
- CTO reparto ingegneristico: Neil Houldey
- CTO reparto aerodinamico: Peter Prodromou
- Direttore di progettazione e sviluppo del programma: Neil Oatley
- Direttore commerciale: John Cooper
- Capo progettista: Rob Marshall
- Ingegneri di pista: Will Joseph, Tom Stallard
- Collaudatori: Patricio O'Ward, Valtteri Bottas, Alex Dunne

## Statistiche

### Formula 1
Piloti vincitori
| Pilota             | Anni            | Titoli mondiali | Gran Premi | Pole position | Vittorie |
| ------------------ | --------------- | --------------- | ---------- | ------------- | -------- |
| Ayrton Senna       | 1988-1993       | 3               | 96         | 46            | 35       |
| Alain Prost        | 1980, 1984-1989 | 3               | 107        | 10            | 30       |
| Mika Häkkinen      | 1993-2001       | 2               | 131        | 26            | 20       |
| Lewis Hamilton     | 2007-2012       | 1               | 110        | 26            | 21       |
| James Hunt         | 1976-1978       | 1               | 49         | 14            | 9        |
| Niki Lauda         | 1982-1985       | 1               | 58         | -             | 8        |
| Emerson Fittipaldi | 1974-1975       | 1               | 28         | 2             | 5        |
| David Coulthard    | 1996-2004       | -               | 150        | 7             | 12       |
| Lando Norris       | 2019-           | -               | 142        | 13            | 9        |
| Kimi Räikkönen     | 2002-2006       | -               | 87         | 11            | 9        |
| Jenson Button      | 2010-2017       | -               | 136        | 1             | 8        |
| Oscar Piastri      | 2023-           | -               | 60         | 4             | 8        |
| Denny Hulme        | 1968-1974       | -               | 86         | 1             | 6        |
| Fernando Alonso    | 2007, 2015-2018 | -               | 94         | 2             | 4        |
| John Watson        | 1979-1983, 1985 | -               | 73         | -             | 4        |
| Gerhard Berger     | 1990-1992       | -               | 48         | 4             | 3        |
| Juan Pablo Montoya | 2005-2006       | -               | 26         | 2             | 3        |
| Peter Revson       | 1972-1973       | -               | 23         | 1             | 2        |
| Jochen Mass        | 1974-1977       | -               | 49         | -             | 1        |
| Daniel Ricciardo   | 2021-2022       | -               | 44         | -             | 1        |
| Heikki Kovalainen  | 2008-2009       | -               | 35         | 1             | 1        |
| Bruce McLaren      | 1966-1970       | -               | 33         | -             | 1        |

## Risultati sportivi

### Formula 1
| Anno | Vettura | Motore                    | Gomme | Piloti  |     |    |  |   |    |  |  |   |     |  |  |  |  |  |  |  |  |  |  |  |  |  |  |  | Punti | Pos.   |
| ---- | ------- | ------------------------- | ----- | ------- | --- | -- |  | - | -- |  |  | - | --- |  |  |  |  |  |  |  |  |  |  |  |  |  |  |  | ----- | ------ |
| 1966 | M2B     | Ford 406 Serenissima M166 | F     | McLaren | Rit | NP |  | 6 | NP |  |  | 5 | Rit |  |  |  |  |  |  |  |  |  |  |  |  |  |  |  | 2 1   | 9º 12º |

| Anno | Vettura | Motore                | Gomme | Piloti  |  |   |     |  |  |  |  |   |     |     |     |  |  |  |  |  |  |  |  |  |  |  |  |  | Punti | Pos. |
| ---- | ------- | --------------------- | ----- | ------- |  | - | --- |  |  |  |  | - | --- | --- | --- |  |  |  |  |  |  |  |  |  |  |  |  |  | ----- | ---- |
| 1967 | M4B M5A | BRM P56 2.0 P111 P101 | G     | McLaren |  | 4 | Rit |  |  |  |  | 7 | Rit | Rit | Rit |  |  |  |  |  |  |  |  |  |  |  |  |  | 3     | 10º  |

| Anno | Vettura | Motore                     | Gomme | Piloti  |   |     |     |     |     |   |   |    |     |   |     |     |  |  |  |  |  |  |  |  |  |  |  |  | Punti | Pos.   |
| ---- | ------- | -------------------------- | ----- | ------- | - | --- | --- | --- | --- | - | - | -- | --- | - | --- | --- |  |  |  |  |  |  |  |  |  |  |  |  | ----- | ------ |
| 1968 | M5A M7A | BRM P101 Ford Cosworth DFV | G     | Hulme   | 5 | 2   | 5   | Rit | Rit | 5 | 4 | 7  | 1   | 1 | Rit | Rit |  |  |  |  |  |  |  |  |  |  |  |  | 49 3  | 2º 10º |
| 1968 | M5A M7A | BRM P101 Ford Cosworth DFV | G     | McLaren |   | Rit | Rit | 1   | Rit | 8 | 7 | 13 | Rit | 2 | 6   | 2   |  |  |  |  |  |  |  |  |  |  |  |  | 49 3  | 2º 10º |

| Anno | Vettura     | Motore            | Gomme | Piloti  |   |   |   |     |   |     |     |   |     |     |    |  |  |  |  |  |  |  |  |  |  |  |  |  | Punti   | Pos. |
| ---- | ----------- | ----------------- | ----- | ------- | - | - | - | --- | - | --- | --- | - | --- | --- | -- |  |  |  |  |  |  |  |  |  |  |  |  |  | ------- | ---- |
| 1969 | M7A M7C M9A | Ford Cosworth DFV | G     | Hulme   | 3 | 4 | 6 | 4   | 8 | Rit | Rit | 7 | Rit | Rit | 1  |  |  |  |  |  |  |  |  |  |  |  |  |  | 38 (40) | 4º   |
| 1969 | M7A M7C M9A | Ford Cosworth DFV | G     | McLaren | 5 | 2 | 5 | Rit | 4 | 3   | 3   | 4 | 5   | NP  | NP |  |  |  |  |  |  |  |  |  |  |  |  |  | 38 (40) | 4º   |
| 1969 | M7A M7C M9A | Ford Cosworth DFV | G     | Bell    |   |   |   |     |   | Rit |     |   |     |     |    |  |  |  |  |  |  |  |  |  |  |  |  |  | 38 (40) | 4º   |

| Anno | Vettura           | Motore                           | Gomme | Piloti     |     |     |     |  |     |    |     |     |     |    |     |    |     |  |  |  |  |  |  |  |  |  |  |  | Punti | Pos. |
| ---- | ----------------- | -------------------------------- | ----- | ---------- | --- | --- | --- |  | --- | -- | --- | --- | --- | -- | --- | -- | --- |  |  |  |  |  |  |  |  |  |  |  | ----- | ---- |
| 1970 | M7A M14A M7D M14D | Ford Cosworth DFV Alfa Romeo T33 | G     | McLaren    | Rit | 2   | Rit |  |     |    |     |     |     |    |     |    |     |  |  |  |  |  |  |  |  |  |  |  | 35 0  | 5º - |
| 1970 | M7A M14A M7D M14D | Ford Cosworth DFV Alfa Romeo T33 | G     | Hulme      | 2   | Rit | 4   |  |     | 4  | 3   | 3   | Rit | 4  | Rit | 7  | 3   |  |  |  |  |  |  |  |  |  |  |  | 35 0  | 5º - |
| 1970 | M7A M14A M7D M14D | Ford Cosworth DFV Alfa Romeo T33 | G     | De Adamich |     | NQ  | NQ  |  | NQ  | NC | NP  | NQ  | 12  | 8  | Rit | NQ |     |  |  |  |  |  |  |  |  |  |  |  | 35 0  | 5º - |
| 1970 | M7A M14A M7D M14D | Ford Cosworth DFV Alfa Romeo T33 | G     | Gethin     |     |     |     |  | Rit |    |     | Rit | 10  | NC | 6   | 14 | Rit |  |  |  |  |  |  |  |  |  |  |  | 35 0  | 5º - |
| 1970 | M7A M14A M7D M14D | Ford Cosworth DFV Alfa Romeo T33 | G     | Gurney     |     |     |     |  | Rit | 6  | Rit |     |     |    |     |    |     |  |  |  |  |  |  |  |  |  |  |  | 35 0  | 5º - |
| 1970 | M7A M14A M7D M14D | Ford Cosworth DFV Alfa Romeo T33 | G     | Galli      |     |     |     |  |     |    |     |     |     | NQ |     |    |     |  |  |  |  |  |  |  |  |  |  |  | 35 0  | 5º - |

| Anno | Vettura   | Motore            | Gomme | Piloti |     |   |     |    |     |     |     |     |   |   |     |  |  |  |  |  |  |  |  |  |  |  |  |  | Punti | Pos. |
| ---- | --------- | ----------------- | ----- | ------ | --- | - | --- | -- | --- | --- | --- | --- | - | - | --- |  |  |  |  |  |  |  |  |  |  |  |  |  | ----- | ---- |
| 1971 | M14A M19A | Ford Cosworth DFV | G     | Hulme  | 6   | 5 | 4   | 12 | Rit | Rit | Rit | Rit |   | 4 | Rit |  |  |  |  |  |  |  |  |  |  |  |  |  | 10    | 6º   |
| 1971 | M14A M19A | Ford Cosworth DFV | G     | Gethin | Rit | 8 | Rit | NC | 9   | Rit | Rit |     |   |   |     |  |  |  |  |  |  |  |  |  |  |  |  |  | 10    | 6º   |
| 1971 | M14A M19A | Ford Cosworth DFV | G     | Oliver |     |   |     |    |     | Rit |     | 9   | 7 |   |     |  |  |  |  |  |  |  |  |  |  |  |  |  | 10    | 6º   |

| Anno | Vettura   | Motore            | Gomme | Piloti    |     |   |     |    |   |   |   |     |   |   |   |     |  |  |  |  |  |  |  |  |  |  |  |  | Punti   | Pos. |
| ---- | --------- | ----------------- | ----- | --------- | --- | - | --- | -- | - | - | - | --- | - | - | - | --- |  |  |  |  |  |  |  |  |  |  |  |  | ------- | ---- |
| 1972 | M19A M19C | Ford Cosworth DFV | G     | Hulme     | 2   | 1 | Rit | 15 | 3 | 7 | 5 | Rit | 2 | 3 | 3 | 3   |  |  |  |  |  |  |  |  |  |  |  |  | 47 (49) | 3º   |
| 1972 | M19A M19C | Ford Cosworth DFV | G     | Revson    | Rit | 3 | 5   |    | 7 |   | 3 |     | 3 | 4 | 2 | 18* |  |  |  |  |  |  |  |  |  |  |  |  | 47 (49) | 3º   |
| 1972 | M19A M19C | Ford Cosworth DFV | G     | Redman    |     |   |     | 5  |   | 9 |   | 5   |   |   |   |     |  |  |  |  |  |  |  |  |  |  |  |  | 47 (49) | 3º   |
| 1972 | M19A M19C | Ford Cosworth DFV | G     | Scheckter |     |   |     |    |   |   |   |     |   |   |   | 9   |  |  |  |  |  |  |  |  |  |  |  |  | 47 (49) | 3º   |

| Anno | Vettura  | Motore            | Gomme | Piloti    |   |     |    |   |     |   |   |     |     |     |    |     |    |     |     |  |  |  |  |  |  |  |  |  | Punti | Pos. |
| ---- | -------- | ----------------- | ----- | --------- | - | --- | -- | - | --- | - | - | --- | --- | --- | -- | --- | -- | --- | --- |  |  |  |  |  |  |  |  |  | ----- | ---- |
| 1973 | M19C M23 | Ford Cosworth DFV | G     | Hulme     | 5 | 3   | 5  | 6 | 7   | 6 | 1 | 8   | 3   | Rit | 12 | 8   | 15 | 13  | 4   |  |  |  |  |  |  |  |  |  | 58    | 3º   |
| 1973 | M19C M23 | Ford Cosworth DFV | G     | Revson    | 8 | Rit | 2  | 4 | Rit | 5 | 7 |     | 1   | 4   | 9  | Rit | 3  | 1   | 5   |  |  |  |  |  |  |  |  |  | 58    | 3º   |
| 1973 | M19C M23 | Ford Cosworth DFV | G     | Scheckter |   |     | 9* |   |     |   |   | Rit | Rit |     |    |     |    | Rit | Rit |  |  |  |  |  |  |  |  |  | 58    | 3º   |
| 1973 | M19C M23 | Ford Cosworth DFV | G     | Ickx      |   |     |    |   |     |   |   |     |     |     | 3  |     |    |     |     |  |  |  |  |  |  |  |  |  | 58    | 3º   |

| Anno | Vettura | Motore            | Gomme | Piloti     |    |    |   |   |   |     |     |     |     |     |     |     |   |    |     |  |  |  |  |  |  |  |  |  | Punti   | Pos. |
| ---- | ------- | ----------------- | ----- | ---------- | -- | -- | - | - | - | --- | --- | --- | --- | --- | --- | --- | - | -- | --- |  |  |  |  |  |  |  |  |  | ------- | ---- |
| 1974 | M23     | Ford Cosworth DFV | G     | Fittipaldi | 10 | 1  | 7 | 3 | 1 | 5   | 4   | 3   | Rit | 2   | Rit | Rit | 2 | 1  | 4   |  |  |  |  |  |  |  |  |  | 73 (75) | 1º   |
| 1974 | M23     | Ford Cosworth DFV | G     | Hulme      | 1  | 12 | 9 | 6 | 6 | Rit | Rit | Rit | 6   | 7   | SQ  | 2   | 6 | 6  | Rit |  |  |  |  |  |  |  |  |  | 73 (75) | 1º   |
| 1974 | M23     | Ford Cosworth DFV | G     | Hailwood   | 4  | 5  | 3 | 9 | 7 | Rit | Rit | 4   | 7   | Rit | 15* |     |   |    |     |  |  |  |  |  |  |  |  |  | 73 (75) | 1º   |
| 1974 | M23     | Ford Cosworth DFV | G     | Hobbs      |    |    |   |   |   |     |     |     |     |     |     | 7   | 9 |    |     |  |  |  |  |  |  |  |  |  | 73 (75) | 1º   |
| 1974 | M23     | Ford Cosworth DFV | G     | Mass       |    |    |   |   |   |     |     |     |     |     |     |     |   | 16 | 7   |  |  |  |  |  |  |  |  |  | 73 (75) | 1º   |

| Anno | Vettura | Motore            | Gomme | Piloti     |    |   |    |    |   |     |     |     |   |    |     |   |     |   |  |  |  |  |  |  |  |  |  |  | Punti | Pos. |
| ---- | ------- | ----------------- | ----- | ---------- | -- | - | -- | -- | - | --- | --- | --- | - | -- | --- | - | --- | - |  |  |  |  |  |  |  |  |  |  | ----- | ---- |
| 1975 | M23     | Ford Cosworth DFV | G     | Fittipaldi | 1  | 2 | NC | NP | 2 | 7   | 8   | Rit | 4 | 1  | Rit | 9 | 2   | 2 |  |  |  |  |  |  |  |  |  |  | 53    | 3º   |
| 1975 | M23     | Ford Cosworth DFV | G     | Mass       | 14 | 3 | 6  | 1  | 6 | Rit | Rit | Rit | 3 | 7* | Rit | 4 | Rit | 3 |  |  |  |  |  |  |  |  |  |  | 53    | 3º   |

| Anno | Vettura | Motore            | Gomme | Piloti |     |   |     |     |     |     |    |    |     |   |   |   |     |   |   |     |  |  |  |  |  |  |  |  | Punti   | Pos. |
| ---- | ------- | ----------------- | ----- | ------ | --- | - | --- | --- | --- | --- | -- | -- | --- | - | - | - | --- | - | - | --- |  |  |  |  |  |  |  |  | ------- | ---- |
| 1976 | M23 M26 | Ford Cosworth DFV | G     | Hunt   | Rit | 2 | Rit | 1   | Rit | Rit | 5  | 1  | SQ  | 1 | 4 | 1 | Rit | 1 | 1 | 3   |  |  |  |  |  |  |  |  | 74 (75) | 2º   |
| 1976 | M23 M26 | Ford Cosworth DFV | G     | Mass   | 6   | 3 | 5   | Rit | 6   | 5   | 11 | 15 | Rit | 3 | 7 | 9 | Rit | 5 | 4 | Rit |  |  |  |  |  |  |  |  | 74 (75) | 2º   |

| Anno | Vettura | Motore            | Gomme | Piloti     |     |     |   |     |     |     |     |    |   |    |     |     |     |     |     |     |     |  |  |  |  |  |  |  | Punti | Pos. |
| ---- | ------- | ----------------- | ----- | ---------- | --- | --- | - | --- | --- | --- | --- | -- | - | -- | --- | --- | --- | --- | --- | --- | --- |  |  |  |  |  |  |  | ----- | ---- |
| 1977 | M23 M26 | Ford Cosworth DFV | G     | Hunt       | Rit | 2   | 4 | 7   | Rit | Rit | 7   | 12 | 3 | 1  | Rit | Rit | Rit | Rit | 1   | Rit | 1   |  |  |  |  |  |  |  | 60    | 3º   |
| 1977 | M23 M26 | Ford Cosworth DFV | G     | Mass       | Rit | Rit | 5 | Rit | 4   | 4   | Rit | 2  | 9 | 4  | Rit | 6   | Rit | 4   | Rit | 3   | Rit |  |  |  |  |  |  |  | 60    | 3º   |
| 1977 | M23 M26 | Ford Cosworth DFV | G     | Villeneuve |     |     |   |     |     |     |     |    |   | 11 |     |     |     |     |     |     |     |  |  |  |  |  |  |  | 60    | 3º   |
| 1977 | M23 M26 | Ford Cosworth DFV | G     | Giacomelli |     |     |   |     |     |     |     |    |   |    |     |     |     | Rit |     |     |     |  |  |  |  |  |  |  | 60    | 3º   |

| Anno | Vettura | Motore            | Gomme | Piloti     |   |     |     |     |     |     |     |   |     |     |     |     |     |     |   |     |  |  |  |  |  |  |  |  | Punti | Pos. |
| ---- | ------- | ----------------- | ----- | ---------- | - | --- | --- | --- | --- | --- | --- | - | --- | --- | --- | --- | --- | --- | - | --- |  |  |  |  |  |  |  |  | ----- | ---- |
| 1978 | M26     | Ford Cosworth DFV | G     | Hunt       | 4 | Rit | Rit | Rit | Rit | Rit | 6   | 8 | 3   | Rit | SQ  | Rit | 10  | Rit | 7 | Rit |  |  |  |  |  |  |  |  | 15    | 8º   |
| 1978 | M26     | Ford Cosworth DFV | G     | Tambay     | 6 | Rit | Rit | 12* | 7   | INF | Rit | 4 | 9   | 6   | Rit | Rit | 9   | 5   | 6 | 8   |  |  |  |  |  |  |  |  | 15    | 8º   |
| 1978 | M26     | Ford Cosworth DFV | G     | Giacomelli |   |     |     |     |     | 8   |     |   | Rit | 7   |     |     | Rit | 14  |   |     |  |  |  |  |  |  |  |  | 15    | 8º   |

| Anno | Vettura     | Motore            | Gomme | Piloti |     |     |     |     |     |    |    |    |    |     |    |     |     |     |     |  |  |  |  |  |  |  |  |  | Punti | Pos. |
| ---- | ----------- | ----------------- | ----- | ------ | --- | --- | --- | --- | --- | -- | -- | -- | -- | --- | -- | --- | --- | --- | --- |  |  |  |  |  |  |  |  |  | ----- | ---- |
| 1979 | M26 M28 M29 | Ford Cosworth DFV | G     | Watson | 3   | 8   | Rit | Rit | Rit | 6  | 4  | 11 | 4  | 5   | 9  | Rit | Rit | 6   | 6   |  |  |  |  |  |  |  |  |  | 15    | 7º   |
| 1979 | M26 M28 M29 | Ford Cosworth DFV | G     | Tambay | Rit | Rit | 10  | Rit | 13  | NQ | NQ | 10 | 7* | Rit | 10 | Rit | Rit | Rit | Rit |  |  |  |  |  |  |  |  |  | 15    | 7º   |

| Anno | Vettura | Motore            | Gomme | Piloti |     |    |    |     |     |     |     |   |     |     |     |     |     |    |  |  |  |  |  |  |  |  |  |  | Punti | Pos. |
| ---- | ------- | ----------------- | ----- | ------ | --- | -- | -- | --- | --- | --- | --- | - | --- | --- | --- | --- | --- | -- |  |  |  |  |  |  |  |  |  |  | ----- | ---- |
| 1980 | M29 M30 | Ford Cosworth DFV | G     | Watson | Rit | 11 | 11 | 4   | NC  | NQ  | 7   | 8 | Rit | Rit | Rit | Rit | 4   | NC |  |  |  |  |  |  |  |  |  |  | 11    | 9º   |
| 1980 | M29 M30 | Ford Cosworth DFV | G     | Prost  | 6   | 5  | NP | INF | Rit | Rit | Rit | 6 | 11  | 7   | 6   | 7   | Rit | NP |  |  |  |  |  |  |  |  |  |  | 11    | 9º   |
| 1980 | M29 M30 | Ford Cosworth DFV | G     | South  |     |    |    | NQ  |     |     |     |   |     |     |     |     |     |    |  |  |  |  |  |  |  |  |  |  | 11    | 9º   |

| Anno | Vettura    | Motore            | Gomme | Piloti     |     |     |     |    |     |     |     |    |     |     |   |     |     |     |    |  |  |  |  |  |  |  |  |  | Punti | Pos. |
| ---- | ---------- | ----------------- | ----- | ---------- | --- | --- | --- | -- | --- | --- | --- | -- | --- | --- | - | --- | --- | --- | -- |  |  |  |  |  |  |  |  |  | ----- | ---- |
| 1981 | M29F MP4/1 | Ford Cosworth DFV | M     | Watson     | Rit | 8   | Rit | 10 | 7   | Rit | 3   | 2  | 1   | 6   | 6 | Rit | Rit | 2   | 7  |  |  |  |  |  |  |  |  |  | 28    | 6º   |
| 1981 | M29F MP4/1 | Ford Cosworth DFV | M     | De Cesaris | Rit | Rit | 11  | 6  | Rit | Rit | Rit | 11 | Rit | Rit | 8 | NP  | 7*  | Rit | 12 |  |  |  |  |  |  |  |  |  | 28    | 6º   |

| Anno | Vettura      | Motore            | Gomme | Piloti |   |     |   |  |    |     |     |     |   |     |     |     |     |    |     |     |  |  |  |  |  |  |  |  | Punti | Pos. |
| ---- | ------------ | ----------------- | ----- | ------ | - | --- | - |  | -- | --- | --- | --- | - | --- | --- | --- | --- | -- | --- | --- |  |  |  |  |  |  |  |  | ----- | ---- |
| 1982 | MP4/1 MP4/1B | Ford Cosworth DFV | M     | Watson | 6 | 2   | 6 |  | 1  | Rit | 1   | 3   | 9 | Rit | Rit | Rit | Rit | 13 | 4   | 2   |  |  |  |  |  |  |  |  | 69    | 2º   |
| 1982 | MP4/1 MP4/1B | Ford Cosworth DFV | M     | Lauda  | 4 | Rit | 1 |  | SQ | Rit | Rit | Rit | 4 | 1   | 8   | NP  | 5   | 3  | Rit | Rit |  |  |  |  |  |  |  |  | 69    | 2º   |

| Anno | Vettura       | Motore                            | Gomme | Piloti |     |   |     |     |    |     |     |     |   |    |   |     |     |     |     |  |  |  |  |  |  |  |  |  | Punti | Pos. |
| ---- | ------------- | --------------------------------- | ----- | ------ | --- | - | --- | --- | -- | --- | --- | --- | - | -- | - | --- | --- | --- | --- |  |  |  |  |  |  |  |  |  | ----- | ---- |
| 1983 | MP4/1C MP4/1E | Ford Cosworth DFV TAG Porsche PO1 | M     | Watson | Rit | 1 | Rit | 5   | NQ | Rit | 3   | 6   | 9 | 5  | 9 | 3   | Rit | Rit | SQ  |  |  |  |  |  |  |  |  |  | 34 0  | 5º - |
| 1983 | MP4/1C MP4/1E | Ford Cosworth DFV TAG Porsche PO1 | M     | Lauda  | 3   | 2 | Rit | Rit | NQ | Rit | Rit | Rit | 6 | SQ | 6 | Rit | Rit | Rit | 11* |  |  |  |  |  |  |  |  |  | 34 0  | 5º - |

| Anno | Vettura | Motore          | Gomme | Piloti |     |   |     |     |   |     |   |     |     |     |   |     |   |     |   |   |  |  |  |  |  |  |  |  | Punti | Pos. |
| ---- | ------- | --------------- | ----- | ------ | --- | - | --- | --- | - | --- | - | --- | --- | --- | - | --- | - | --- | - | - |  |  |  |  |  |  |  |  | ----- | ---- |
| 1984 | MP4/2   | TAG Porsche PO1 | M     | Prost  | 1   | 2 | Rit | 1   | 7 | 1   | 3 | 4   | Rit | Rit | 1 | Rit | 1 | Rit | 1 | 1 |  |  |  |  |  |  |  |  | 143,5 | 1º   |
| 1984 | MP4/2   | TAG Porsche PO1 | M     | Lauda  | Rit | 1 | Rit | Rit | 1 | Rit | 2 | Rit | 9*  | 1   | 2 | 1   | 2 | 1   | 4 | 2 |  |  |  |  |  |  |  |  | 143,5 | 1º   |

| Anno | Vettura | Motore          | Gomme | Piloti |     |     |    |     |     |     |     |     |   |     |   |     |    |     |     |     |  |  |  |  |  |  |  |  | Punti | Pos. |
| ---- | ------- | --------------- | ----- | ------ | --- | --- | -- | --- | --- | --- | --- | --- | - | --- | - | --- | -- | --- | --- | --- |  |  |  |  |  |  |  |  | ----- | ---- |
| 1985 | MP4/2B  | TAG Porsche PO1 | G     | Lauda  | Rit | Rit | 4  | Rit | Rit | Rit | Rit | Rit | 5 | Rit | 1 | Rit | NP | INF | Rit | Rit |  |  |  |  |  |  |  |  | 90    | 1º   |
| 1985 | MP4/2B  | TAG Porsche PO1 | G     | Watson |     |     |    |     |     |     |     |     |   |     |   |     |    | 7   |     |     |  |  |  |  |  |  |  |  | 90    | 1º   |
| 1985 | MP4/2B  | TAG Porsche PO1 | G     | Prost  | 1   | Rit | SQ | 1   | 3   | Rit | 3   | 1   | 2 | 1   | 2 | 1   | 3  | 4   | 3   | Rit |  |  |  |  |  |  |  |  | 90    | 1º   |

| Anno | Vettura | Motore          | Gomme | Piloti  |     |   |    |   |     |   |     |   |     |    |     |    |    |     |     |     |  |  |  |  |  |  |  |  | Punti | Pos. |
| ---- | ------- | --------------- | ----- | ------- | --- | - | -- | - | --- | - | --- | - | --- | -- | --- | -- | -- | --- | --- | --- |  |  |  |  |  |  |  |  | ----- | ---- |
| 1986 | MP4/2C  | TAG Porsche PO1 | G     | Prost   | Rit | 3 | 1  | 1 | 6   | 2 | 3   | 2 | 3   | 6* | Rit | 1  | SQ | 2   | 2   | 1   |  |  |  |  |  |  |  |  | 96    | 2º   |
| 1986 | MP4/2C  | TAG Porsche PO1 | G     | Rosberg | Rit | 4 | 5* | 2 | Rit | 4 | Rit | 4 | Rit | 5* | Rit | 9* | 4  | Rit | Rit | Rit |  |  |  |  |  |  |  |  | 96    | 2º   |

| Anno | Vettura | Motore          | Gomme | Piloti    |   |     |   |     |   |    |     |    |     |   |    |   |   |     |   |     |  |  |  |  |  |  |  |  | Punti | Pos. |
| ---- | ------- | --------------- | ----- | --------- | - | --- | - | --- | - | -- | --- | -- | --- | - | -- | - | - | --- | - | --- |  |  |  |  |  |  |  |  | ----- | ---- |
| 1987 | MP4/3   | TAG Porsche PO1 | G     | Prost     | 1 | Rit | 1 | 9*  | 3 | 3  | Rit | 7* | 3   | 6 | 15 | 1 | 2 | Rit | 7 | Rit |  |  |  |  |  |  |  |  | 76    | 2º   |
| 1987 | MP4/3   | TAG Porsche PO1 | G     | Johansson | 3 | 4   | 2 | Rit | 7 | 8* | Rit | 2  | Rit | 7 | 6  | 5 | 3 | Rit | 3 | Rit |  |  |  |  |  |  |  |  | 76    | 2º   |

| Anno | Vettura | Motore       | Gomme | Piloti |    |   |     |   |   |   |   |     |   |   |   |     |   |   |   |   |  |  |  |  |  |  |  |  | Punti | Pos. |
| ---- | ------- | ------------ | ----- | ------ | -- | - | --- | - | - | - | - | --- | - | - | - | --- | - | - | - | - |  |  |  |  |  |  |  |  | ----- | ---- |
| 1988 | MP4/4   | Honda RA168E | G     | Prost  | 1  | 2 | 1   | 1 | 2 | 2 | 1 | Rit | 2 | 2 | 2 | Rit | 1 | 1 | 2 | 1 |  |  |  |  |  |  |  |  | 199   | 1º   |
| 1988 | MP4/4   | Honda RA168E | G     | Senna  | SQ | 1 | Rit | 2 | 1 | 1 | 2 | 1   | 1 | 1 | 1 | 10* | 6 | 4 | 1 | 2 |  |  |  |  |  |  |  |  | 199   | 1º   |

| Anno | Vettura | Motore       | Gomme | Piloti |    |   |   |   |     |     |     |     |   |   |   |     |     |   |     |     |  |  |  |  |  |  |  |  | Punti | Pos. |
| ---- | ------- | ------------ | ----- | ------ | -- | - | - | - | --- | --- | --- | --- | - | - | - | --- | --- | - | --- | --- |  |  |  |  |  |  |  |  | ----- | ---- |
| 1989 | MP4/5   | Honda RA109E | G     | Senna  | 11 | 1 | 1 | 1 | Rit | 7*  | Rit | Rit | 1 | 2 | 1 | Rit | Rit | 1 | SQ  | Rit |  |  |  |  |  |  |  |  | 141   | 1º   |
| 1989 | MP4/5   | Honda RA109E | G     | Prost  | 2  | 2 | 2 | 5 | 1   | Rit | 1   | 1   | 2 | 4 | 2 | 1   | 2   | 3 | Rit | Rit |  |  |  |  |  |  |  |  | 141   | 1º   |

| Anno | Vettura | Motore       | Gomme | Piloti |     |   |     |   |   |     |   |     |   |     |   |   |   |     |     |     |  |  |  |  |  |  |  |  | Punti | Pos. |
| ---- | ------- | ------------ | ----- | ------ | --- | - | --- | - | - | --- | - | --- | - | --- | - | - | - | --- | --- | --- |  |  |  |  |  |  |  |  | ----- | ---- |
| 1990 | MP4/5B  | Honda RA100E | G     | Senna  | 1   | 3 | Rit | 1 | 1 | 20* | 3 | 3   | 1 | 2   | 1 | 1 | 2 | Rit | Rit | Rit |  |  |  |  |  |  |  |  | 121   | 1º   |
| 1990 | MP4/5B  | Honda RA100E | G     | Berger | Rit | 2 | 2   | 3 | 4 | 3   | 5 | 14* | 3 | 16* | 3 | 3 | 4 | Rit | Rit | 4   |  |  |  |  |  |  |  |  | 121   | 1º   |

| Anno | Vettura | Motore       | Gomme | Piloti |     |   |   |     |     |     |     |    |    |   |   |   |     |     |   |   |  |  |  |  |  |  |  |  | Punti | Pos. |
| ---- | ------- | ------------ | ----- | ------ | --- | - | - | --- | --- | --- | --- | -- | -- | - | - | - | --- | --- | - | - |  |  |  |  |  |  |  |  | ----- | ---- |
| 1991 | MP4/6   | Honda RA121E | G     | Senna  | 1   | 1 | 1 | 1   | Rit | 3   | 3   | 4* | 7* | 1 | 1 | 2 | 2   | 5   | 2 | 1 |  |  |  |  |  |  |  |  | 139   | 1º   |
| 1991 | MP4/6   | Honda RA121E | G     | Berger | Rit | 3 | 2 | Rit | Rit | Rit | Rit | 2  | 4  | 4 | 2 | 4 | Rit | Rit | 1 | 3 |  |  |  |  |  |  |  |  | 139   | 1º   |

| Anno | Vettura       | Motore       | Gomme | Piloti |   |     |     |    |     |     |     |     |     |     |   |     |   |   |     |     |  |  |  |  |  |  |  |  | Punti | Pos. |
| ---- | ------------- | ------------ | ----- | ------ | - | --- | --- | -- | --- | --- | --- | --- | --- | --- | - | --- | - | - | --- | --- |  |  |  |  |  |  |  |  | ----- | ---- |
| 1992 | MP4/6B MP4/7A | Honda RA122E | G     | Senna  | 3 | Rit | Rit | 9* | 3   | 1   | Rit | Rit | Rit | 2   | 1 | 5   | 1 | 3 | Rit | Rit |  |  |  |  |  |  |  |  | 99    | 2º   |
| 1992 | MP4/6B MP4/7A | Honda RA122E | G     | Berger | 5 | 4   | Rit | 4  | Rit | Rit | 1   | Rit | 5   | Rit | 3 | Rit | 4 | 2 | 2   | 1   |  |  |  |  |  |  |  |  | 99    | 2º   |

| Anno | Vettura | Motore           | Gomme | Piloti   |     |     |     |     |   |   |     |   |     |     |     |   |     |     |   |     |  |  |  |  |  |  |  |  | Punti | Pos. |
| ---- | ------- | ---------------- | ----- | -------- | --- | --- | --- | --- | - | - | --- | - | --- | --- | --- | - | --- | --- | - | --- |  |  |  |  |  |  |  |  | ----- | ---- |
| 1993 | MP4/8   | Ford Cosworth HB | G     | Andretti | Rit | Rit | Rit | Rit | 5 | 8 | 14  | 6 | Rit | Rit | Rit | 8 | 3   |     |   |     |  |  |  |  |  |  |  |  | 84    | 2º   |
| 1993 | MP4/8   | Ford Cosworth HB | G     | Häkkinen |     |     |     |     |   |   |     |   |     |     |     |   |     | Rit | 3 | Rit |  |  |  |  |  |  |  |  | 84    | 2º   |
| 1993 | MP4/8   | Ford Cosworth HB | G     | Senna    | 2   | 1   | 1   | Rit | 2 | 1 | 18* | 4 | 5*  | 4   | Rit | 4 | Rit | Rit | 1 | 1   |  |  |  |  |  |  |  |  | 84    | 2º   |

| Anno | Vettura | Motore        | Gomme | Piloti   |     |     |   |     |     |     |     |     |     |     |     |   |   |     |     |     |  |  |  |  |  |  |  |  | Punti | Pos. |
| ---- | ------- | ------------- | ----- | -------- | --- | --- | - | --- | --- | --- | --- | --- | --- | --- | --- | - | - | --- | --- | --- |  |  |  |  |  |  |  |  | ----- | ---- |
| 1994 | MP4/9   | Peugeot A4 A6 | G     | Häkkinen | Rit | Rit | 3 | Rit | Rit | Rit | Rit | 3   | Rit | ES  | 2   | 3 | 3 | 3   | 7   | 12* |  |  |  |  |  |  |  |  | 42    | 4º   |
| 1994 | MP4/9   | Peugeot A4 A6 | G     | Alliot   |     |     |   |     |     |     |     |     |     | Rit |     |   |   |     |     |     |  |  |  |  |  |  |  |  | 42    | 4º   |
| 1994 | MP4/9   | Peugeot A4 A6 | G     | Brundle  | Rit | Rit | 8 | 2   | 11* | Rit | Rit | Rit | Rit | 4*  | Rit | 5 | 6 | Rit | Rit | 3   |  |  |  |  |  |  |  |  | 42    | 4º   |

| Anno | Vettura                | Motore               | Gomme | Piloti       |   |     |    |     |     |     |    |     |     |     |     |   |     |     |    |   |    |  |  |  |  |  |  |  | Punti | Pos. |
| ---- | ---------------------- | -------------------- | ----- | ------------ | - | --- | -- | --- | --- | --- | -- | --- | --- | --- | --- | - | --- | --- | -- | - | -- |  |  |  |  |  |  |  | ----- | ---- |
| 1995 | MP4/10 MP4/10B MP4/10C | Mercedes-Benz FO 110 | G     | Blundell     | 6 | Rit |    |     | 5   | Rit | 11 | 5   | Rit | Rit | 5   | 4 | 9   | Rit | 9  | 7 | 4  |  |  |  |  |  |  |  | 30    | 4º   |
| 1995 | MP4/10 MP4/10B MP4/10C | Mercedes-Benz FO 110 | G     | Mansell      |   |     | 10 | Rit |     |     |    |     |     |     |     |   |     |     |    |   |    |  |  |  |  |  |  |  | 30    | 4º   |
| 1995 | MP4/10 MP4/10B MP4/10C | Mercedes-Benz FO 110 | G     | Häkkinen     | 4 | Rit | 5  | Rit | Rit | Rit | 7  | Rit | Rit | Rit | Rit | 2 | Rit | 8   |    | 2 | NP |  |  |  |  |  |  |  | 30    | 4º   |
| 1995 | MP4/10 MP4/10B MP4/10C | Mercedes-Benz FO 110 | G     | J. Magnussen |   |     |    |     |     |     |    |     |     |     |     |   |     |     | 10 |   |    |  |  |  |  |  |  |  | 30    | 4º   |

| Anno | Vettura        | Motore                | Gomme | Piloti    |     |     |     |   |     |    |     |   |   |   |     |     |     |     |     |   |  |  |  |  |  |  |  |  | Punti | Pos. |
| ---- | -------------- | --------------------- | ----- | --------- | --- | --- | --- | - | --- | -- | --- | - | - | - | --- | --- | --- | --- | --- | - |  |  |  |  |  |  |  |  | ----- | ---- |
| 1996 | MP4/11 MP4/11B | Mercedes-Benz FO 110D | G     | Häkkinen  | 5   | 4   | Rit | 8 | 8*  | 6* | 5   | 5 | 5 | 3 | Rit | 4   | 3   | 3   | Rit | 3 |  |  |  |  |  |  |  |  | 49    | 4º   |
| 1996 | MP4/11 MP4/11B | Mercedes-Benz FO 110D | G     | Coulthard | Rit | Rit | 7   | 3 | Rit | 2  | Rit | 4 | 6 | 5 | 5   | Rit | Rit | Rit | 13  | 8 |  |  |  |  |  |  |  |  | 49    | 4º   |

| Anno | Vettura | Motore                | Gomme | Piloti    |   |    |     |     |     |   |     |     |     |     |     |     |   |     |     |     |   |  |  |  |  |  |  |  | Punti | Pos. |
| ---- | ------- | --------------------- | ----- | --------- | - | -- | --- | --- | --- | - | --- | --- | --- | --- | --- | --- | - | --- | --- | --- | - |  |  |  |  |  |  |  | ----- | ---- |
| 1997 | MP4/12  | Mercedes-Benz FO 110E | G     | Häkkinen  | 3 | 4  | 5   | 6   | Rit | 7 | Rit | Rit | Rit | 3   | Rit | SQ  | 9 | Rit | Rit | 4   | 1 |  |  |  |  |  |  |  | 63    | 4º   |
| 1997 | MP4/12  | Mercedes-Benz FO 110E | G     | Coulthard | 1 | 10 | Rit | Rit | Rit | 6 | 7   | 7*  | 4   | Rit | Rit | Rit | 1 | 2   | Rit | 10* | 2 |  |  |  |  |  |  |  | 63    | 4º   |

| Anno | Vettura | Motore                | Gomme | Piloti    |   |   |   |     |   |     |     |   |     |   |   |   |     |     |   |   |  |  |  |  |  |  |  |  | Punti | Pos. |
| ---- | ------- | --------------------- | ----- | --------- | - | - | - | --- | - | --- | --- | - | --- | - | - | - | --- | --- | - | - |  |  |  |  |  |  |  |  | ----- | ---- |
| 1998 | MP4/13  | Mercedes-Benz FO 110G | B     | Coulthard | 2 | 2 | 6 | 1   | 2 | Rit | Rit | 6 | Rit | 2 | 2 | 2 | 7   | Rit | 3 | 3 |  |  |  |  |  |  |  |  | 156   | 1º   |
| 1998 | MP4/13  | Mercedes-Benz FO 110G | B     | Häkkinen  | 1 | 1 | 2 | Rit | 1 | 1   | Rit | 3 | 2   | 1 | 1 | 6 | Rit | 4   | 1 | 1 |  |  |  |  |  |  |  |  | 156   | 1º   |

| Anno | Vettura | Motore                | Gomme | Piloti    |     |     |     |     |   |   |     |     |   |     |   |   |     |     |     |     |  |  |  |  |  |  |  |  | Punti | Pos. |
| ---- | ------- | --------------------- | ----- | --------- | --- | --- | --- | --- | - | - | --- | --- | - | --- | - | - | --- | --- | --- | --- |  |  |  |  |  |  |  |  | ----- | ---- |
| 1999 | MP4/14  | Mercedes-Benz FO 110H | B     | Häkkinen  | Rit | 1   | Rit | 3   | 1 | 1 | 2   | Rit | 3 | Rit | 1 | 2 | Rit | 5   | 3   | 1   |  |  |  |  |  |  |  |  | 124   | 2º   |
| 1999 | MP4/14  | Mercedes-Benz FO 110H | B     | Coulthard | Rit | Rit | 2   | Rit | 2 | 7 | Rit | 1   | 2 | 5   | 2 | 1 | 5   | Rit | Rit | Rit |  |  |  |  |  |  |  |  | 124   | 2º   |

| Anno | Vettura | Motore                | Gomme | Piloti    |     |     |   |   |   |   |   |   |   |   |   |   |   |     |     |   |   |  |  |  |  |  |  |  | Punti | Pos. |
| ---- | ------- | --------------------- | ----- | --------- | --- | --- | - | - | - | - | - | - | - | - | - | - | - | --- | --- | - | - |  |  |  |  |  |  |  | ----- | ---- |
| 2000 | MP4/15  | Mercedes-Benz FO 110J | B     | Häkkinen  | Rit | Rit | 2 | 2 | 1 | 2 | 6 | 4 | 2 | 1 | 2 | 1 | 1 | 2   | Rit | 2 | 4 |  |  |  |  |  |  |  | 152   | 2º   |
| 2000 | MP4/15  | Mercedes-Benz FO 110J | B     | Coulthard | Rit | SQ  | 3 | 1 | 2 | 3 | 1 | 7 | 1 | 2 | 3 | 3 | 4 | Rit | 5   | 3 | 2 |  |  |  |  |  |  |  | 152   | 2º   |

| Anno | Vettura | Motore                | Gomme | Piloti    |     |   |     |   |    |     |     |     |   |    |     |     |   |   |     |   |   |  |  |  |  |  |  |  | Punti | Pos. |
| ---- | ------- | --------------------- | ----- | --------- | --- | - | --- | - | -- | --- | --- | --- | - | -- | --- | --- | - | - | --- | - | - |  |  |  |  |  |  |  | ----- | ---- |
| 2001 | MP4-16  | Mercedes-Benz FO 110K | B     | Häkkinen  | Rit | 6 | Rit | 4 | 9* | Rit | Rit | 3   | 6 | NP | 1   | Rit | 5 | 4 | Rit | 1 | 4 |  |  |  |  |  |  |  | 102   | 2º   |
| 2001 | MP4-16  | Mercedes-Benz FO 110K | B     | Coulthard | 2   | 3 | 1   | 2 | 5  | 1   | 5   | Rit | 3 | 4  | Rit | Rit | 3 | 2 | Rit | 3 | 3 |  |  |  |  |  |  |  | 102   | 2º   |

| Anno | Vettura | Motore                | Gomme | Piloti    |     |     |     |     |     |     |     |   |     |     |   |     |   |     |     |     |     |  |  |  |  |  |  |  | Punti | Pos. |
| ---- | ------- | --------------------- | ----- | --------- | --- | --- | --- | --- | --- | --- | --- | - | --- | --- | - | --- | - | --- | --- | --- | --- |  |  |  |  |  |  |  | ----- | ---- |
| 2002 | MP4-17  | Mercedes-Benz FO 110M | M     | Coulthard | Rit | Rit | 3   | 6   | 3   | 6   | 1   | 2 | Rit | 10  | 3 | 5   | 5 | 4   | 7   | 3   | Rit |  |  |  |  |  |  |  | 65    | 3º   |
| 2002 | MP4-17  | Mercedes-Benz FO 110M | M     | Räikkönen | 3   | Rit | 12* | Rit | Rit | Rit | Rit | 4 | 3   | Rit | 2 | Rit | 4 | Rit | Rit | Rit | 3   |  |  |  |  |  |  |  | 65    | 3º   |

| Anno | Vettura | Motore                | Gomme | Piloti    |   |     |   |   |     |   |   |     |     |   |   |     |   |     |     |   |  |  |  |  |  |  |  |  | Punti | Pos. |
| ---- | ------- | --------------------- | ----- | --------- | - | --- | - | - | --- | - | - | --- | --- | - | - | --- | - | --- | --- | - |  |  |  |  |  |  |  |  | ----- | ---- |
| 2003 | MP4-17D | Mercedes-Benz FO 110P | M     | Coulthard | 1 | Rit | 4 | 5 | Rit | 5 | 7 | Rit | 15* | 5 | 5 | 2   | 5 | Rit | Rit | 3 |  |  |  |  |  |  |  |  | 142   | 3º   |
| 2003 | MP4-17D | Mercedes-Benz FO 110P | M     | Räikkönen | 3 | 1   | 2 | 2 | Rit | 2 | 2 | 6   | Rit | 4 | 3 | Rit | 2 | 4   | 2   | 2 |  |  |  |  |  |  |  |  | 142   | 3º   |

| Anno | Vettura        | Motore                | Gomme | Piloti    |     |     |     |    |    |     |     |   |   |   |   |     |     |   |     |   |     |    |  |  |  |  |  |  | Punti | Pos. |
| ---- | -------------- | --------------------- | ----- | --------- | --- | --- | --- | -- | -- | --- | --- | - | - | - | - | --- | --- | - | --- | - | --- | -- |  |  |  |  |  |  | ----- | ---- |
| 2004 | MP4-19 MP4-19B | Mercedes-Benz FO 110Q | M     | Coulthard | 8   | 6   | Rit | 12 | 10 | Rit | Rit | 6 | 7 | 6 | 7 | 4   | 9   | 7 | 6   | 9 | Rit | 11 |  |  |  |  |  |  | 69    | 5º   |
| 2004 | MP4-19 MP4-19B | Mercedes-Benz FO 110Q | M     | Räikkönen | Rit | Rit | Rit | 8  | 11 | Rit | Rit | 5 | 6 | 7 | 2 | Rit | Rit | 1 | Rit | 3 | 6   | 2  |  |  |  |  |  |  | 69    | 5º   |

| Anno | Vettura | Motore                | Gomme | Piloti     |   |   |   |     |   |   |     |    |    |     |   |     |     |   |   |     |   |     |     |  |  |  |  |  | Punti | Pos. |
| ---- | ------- | --------------------- | ----- | ---------- | - | - | - | --- | - | - | --- | -- | -- | --- | - | --- | --- | - | - | --- | - | --- | --- |  |  |  |  |  | ----- | ---- |
| 2005 | MP4-20  | Mercedes-Benz FO 110R | M     | Räikkönen  | 8 | 9 | 3 | Rit | 1 | 1 | 11* | 1  | NP | 2   | 3 | Rit | 1   | 1 | 4 | 1   | 2 | 1   | 2   |  |  |  |  |  | 182   | 2º   |
| 2005 | MP4-20  | Mercedes-Benz FO 110R | M     | Montoya    | 6 | 4 |   |     | 7 | 5 | 7   | SQ | NP | Rit | 1 | 2   | Rit | 3 | 1 | 14* | 1 | Rit | Rit |  |  |  |  |  | 182   | 2º   |
| 2005 | MP4-20  | Mercedes-Benz FO 110R | M     | De La Rosa |   |   | 5 |     |   |   |     |    |    |     |   |     |     |   |   |     |   |     |     |  |  |  |  |  | 182   | 2º   |
| 2005 | MP4-20  | Mercedes-Benz FO 110R | M     | Wurz       |   |   |   | 3   |   |   |     |    |    |     |   |     |     |   |   |     |   |     |     |  |  |  |  |  | 182   | 2º   |

| Anno | Vettura | Motore           | Gomme | Piloti     |   |     |     |   |     |     |     |   |     |     |   |     |     |     |     |     |    |   |  |  |  |  |  |  | Punti | Pos. |
| ---- | ------- | ---------------- | ----- | ---------- | - | --- | --- | - | --- | --- | --- | - | --- | --- | - | --- | --- | --- | --- | --- | -- | - |  |  |  |  |  |  | ----- | ---- |
| 2006 | MP4-21  | Mercedes FO 108S | M     | Räikkönen  | 3 | Rit | 2   | 5 | 4   | 5   | Rit | 3 | 3   | Rit | 5 | 3   | Rit | Rit | 2   | Rit | 5  | 5 |  |  |  |  |  |  | 110   | 3º   |
| 2006 | MP4-21  | Mercedes FO 108S | M     | Montoya    | 5 | 4   | Rit | 3 | Rit | Rit | 2   | 6 | Rit | Rit |   |     |     |     |     |     |    |   |  |  |  |  |  |  | 110   | 3º   |
| 2006 | MP4-21  | Mercedes FO 108S | M     | De La Rosa |   |     |     |   |     |     |     |   |     |     | 7 | Rit | 2   | 5   | Rit | 5   | 11 | 8 |  |  |  |  |  |  | 110   | 3º   |

| Anno | Vettura | Motore           | Gomme | Piloti   |   |   |   |   |   |   |   |   |   |   |   |   |   |   |     |     |   |  |  |  |  |  |  |  | Punti     | Pos. |
| ---- | ------- | ---------------- | ----- | -------- | - | - | - | - | - | - | - | - | - | - | - | - | - | - | --- | --- | - |  |  |  |  |  |  |  | --------- | ---- |
| 2007 | MP4-22  | Mercedes FO 108T | B     | Alonso   | 2 | 1 | 5 | 3 | 1 | 7 | 2 | 7 | 2 | 1 | 4 | 3 | 1 | 3 | Rit | 2   | 3 |  |  |  |  |  |  |  | 0‡ (203)‡ | SQ   |
| 2007 | MP4-22  | Mercedes FO 108T | B     | Hamilton | 3 | 2 | 2 | 2 | 2 | 1 | 1 | 3 | 3 | 9 | 1 | 5 | 2 | 4 | 1   | Rit | 7 |  |  |  |  |  |  |  | 0‡ (203)‡ | SQ   |

| Anno | Vettura | Motore           | Gomme | Piloti     |   |   |    |     |    |   |     |    |   |   |   |   |     |   |    |     |     |   |  |  |  |  |  |  | Punti | Pos. |
| ---- | ------- | ---------------- | ----- | ---------- | - | - | -- | --- | -- | - | --- | -- | - | - | - | - | --- | - | -- | --- | --- | - |  |  |  |  |  |  | ----- | ---- |
| 2008 | MP4-23  | Mercedes FO 108V | B     | Hamilton   | 1 | 5 | 13 | 3   | 2  | 1 | Rit | 10 | 1 | 1 | 5 | 2 | 3   | 7 | 3  | 12  | 1   | 5 |  |  |  |  |  |  | 151   | 2º   |
| 2008 | MP4-23  | Mercedes FO 108V | B     | Kovalainen | 5 | 3 | 5  | Rit | 12 | 8 | 9   | 4  | 5 | 5 | 1 | 4 | 10* | 2 | 10 | Rit | Rit | 7 |  |  |  |  |  |  | 151   | 2º   |

| Anno | Vettura | Motore           | Gomme | Piloti     |     |     |   |    |     |     |    |     |    |   |   |     |     |   |    |    |     |  |  |  |  |  |  |  | Punti | Pos. |
| ---- | ------- | ---------------- | ----- | ---------- | --- | --- | - | -- | --- | --- | -- | --- | -- | - | - | --- | --- | - | -- | -- | --- |  |  |  |  |  |  |  | ----- | ---- |
| 2009 | MP4-24  | Mercedes FO 108W | B     | Hamilton   | SQ  | 7   | 6 | 4  | 9   | 12  | 13 | 16  | 18 | 1 | 2 | Rit | 12* | 1 | 3  | 3  | Rit |  |  |  |  |  |  |  | 71    | 3º   |
| 2009 | MP4-24  | Mercedes FO 108W | B     | Kovalainen | Rit | Rit | 5 | 12 | Rit | Rit | 14 | Rit | 8  | 5 | 4 | 6   | 6   | 7 | 11 | 12 | 11  |  |  |  |  |  |  |  | 71    | 3º   |

| Anno | Vettura | Motore           | Gomme | Piloti   |   |   |   |   |     |     |   |   |   |   |   |     |     |     |     |   |    |   |   |  |  |  |  |  | Punti | Pos. |
| ---- | ------- | ---------------- | ----- | -------- | - | - | - | - | --- | --- | - | - | - | - | - | --- | --- | --- | --- | - | -- | - | - |  |  |  |  |  | ----- | ---- |
| 2010 | MP4-25  | Mercedes FO 108X | B     | Button   | 7 | 1 | 8 | 1 | 5   | Rit | 2 | 2 | 3 | 4 | 5 | 8   | Rit | 2   | 4   | 4 | 12 | 5 | 3 |  |  |  |  |  | 454   | 2º   |
| 2010 | MP4-25  | Mercedes FO 108X | B     | Hamilton | 3 | 6 | 6 | 2 | 14* | 5   | 1 | 1 | 2 | 2 | 4 | Rit | 1   | Rit | Rit | 5 | 2  | 4 | 2 |  |  |  |  |  | 454   | 2º   |

| Anno | Vettura | Motore           | Gomme | Piloti   |   |   |   |   |   |   |     |   |     |     |   |     |   |   |   |   |   |   |     |  |  |  |  |  | Punti | Pos. |
| ---- | ------- | ---------------- | ----- | -------- | - | - | - | - | - | - | --- | - | --- | --- | - | --- | - | - | - | - | - | - | --- |  |  |  |  |  | ----- | ---- |
| 2011 | MP4-26  | Mercedes FO 108Y | P     | Hamilton | 2 | 8 | 1 | 4 | 2 | 6 | Rit | 4 | 4   | 1   | 4 | Rit | 4 | 5 | 5 | 2 | 7 | 1 | Rit |  |  |  |  |  | 497   | 2º   |
| 2011 | MP4-26  | Mercedes FO 108Y | P     | Button   | 6 | 2 | 4 | 6 | 3 | 3 | 1   | 6 | Rit | Rit | 1 | 3   | 2 | 2 | 1 | 4 | 2 | 3 | 3   |  |  |  |  |  | 497   | 2º   |

| Anno | Vettura | Motore           | Gomme | Piloti   |   |    |   |     |   |     |    |     |    |     |   |     |     |     |   |     |   |     |   |     |  |  |  |  | Punti | Pos. |
| ---- | ------- | ---------------- | ----- | -------- | - | -- | - | --- | - | --- | -- | --- | -- | --- | - | --- | --- | --- | - | --- | - | --- | - | --- |  |  |  |  | ----- | ---- |
| 2012 | MP4-27  | Mercedes FO 108Z | P     | Button   | 1 | 14 | 2 | 18* | 9 | 16* | 16 | 8   | 10 | 2   | 6 | 1   | Rit | 2   | 4 | Rit | 5 | 4   | 5 | 1   |  |  |  |  | 378   | 3º   |
| 2012 | MP4-27  | Mercedes FO 108Z | P     | Hamilton | 3 | 3  | 3 | 8   | 8 | 5   | 1  | 19* | 8  | Rit | 1 | Rit | 1   | Rit | 5 | 10  | 4 | Rit | 1 | Rit |  |  |  |  | 378   | 3º   |

| Anno | Vettura | Motore           | Gomme | Piloti |    |     |    |    |   |     |    |     |   |   |    |    |   |    |    |    |    |    |   |  |  |  |  |  | Punti | Pos. |
| ---- | ------- | ---------------- | ----- | ------ | -- | --- | -- | -- | - | --- | -- | --- | - | - | -- | -- | - | -- | -- | -- | -- | -- | - |  |  |  |  |  | ----- | ---- |
| 2013 | MP4-28  | Mercedes FO 108F | P     | Button | 9  | 17* | 5  | 10 | 8 | 6   | 12 | 13  | 6 | 7 | 6  | 10 | 7 | 8  | 9  | 14 | 12 | 10 | 4 |  |  |  |  |  | 122   | 5º   |
| 2013 | MP4-28  | Mercedes FO 108F | P     | Pérez  | 11 | 9   | 11 | 6  | 9 | 16* | 11 | 20* | 8 | 9 | 11 | 12 | 8 | 10 | 15 | 5  | 9  | 7  | 6 |  |  |  |  |  | 122   | 5º   |

| Anno | Vettura | Motore          | Gomme | Piloti       |   |   |     |    |    |    |   |    |   |   |    |    |    |     |    |   |    |   |    |  |  |  |  |  | Punti | Pos. |
| ---- | ------- | --------------- | ----- | ------------ | - | - | --- | -- | -- | -- | - | -- | - | - | -- | -- | -- | --- | -- | - | -- | - | -- |  |  |  |  |  | ----- | ---- |
| 2014 | MP4-29  | Mercedes PU106A | P     | Button       | 3 | 6 | 17* | 11 | 11 | 6  | 4 | 11 | 4 | 8 | 10 | 6  | 8  | Rit | 5  | 4 | 12 | 4 | 5  |  |  |  |  |  | 181   | 5º   |
| 2014 | MP4-29  | Mercedes PU106A | P     | K. Magnussen | 2 | 9 | Rit | 13 | 12 | 10 | 9 | 7  | 7 | 9 | 12 | 12 | 10 | 10  | 14 | 5 | 8  | 9 | 11 |  |  |  |  |  | 181   | 5º   |

| Anno | Vettura | Motore       | Gomme | Piloti       |     |     |    |    |     |     |     |     |     |   |    |     |     |    |    |    |     |    |    |  |  |  |  |  | Punti | Pos. |
| ---- | ------- | ------------ | ----- | ------------ | --- | --- | -- | -- | --- | --- | --- | --- | --- | - | -- | --- | --- | -- | -- | -- | --- | -- | -- |  |  |  |  |  | ----- | ---- |
| 2015 | MP4-30  | Honda RA615H | P     | Alonso       | INF | Rit | 12 | 11 | Rit | Rit | Rit | Rit | 10  | 5 | 13 | 18* | Rit | 11 | 11 | 11 | Rit | 15 | 17 |  |  |  |  |  | 27    | 9º   |
| 2015 | MP4-30  | Honda RA615H | P     | K. Magnussen | NP  |     |    |    |     |     |     |     |     |   |    |     |     |    |    |    |     |    |    |  |  |  |  |  | 27    | 9º   |
| 2015 | MP4-30  | Honda RA615H | P     | Button       | 11  | Rit | 14 | NP | 16  | 8   | Rit | Rit | Rit | 9 | 14 | 14  | Rit | 16 | 9  | 6  | 14  | 14 | 12 |  |  |  |  |  | 27    | 9º   |

| Anno | Vettura | Motore       | Gomme | Piloti    |     |     |    |    |     |   |     |     |     |    |     |    |     |    |     |   |    |   |    |    |     |  |  |  | Punti | Pos. |
| ---- | ------- | ------------ | ----- | --------- | --- | --- | -- | -- | --- | - | --- | --- | --- | -- | --- | -- | --- | -- | --- | - | -- | - | -- | -- | --- |  |  |  | ----- | ---- |
| 2016 | MP4-31  | Honda RA616H | P     | Alonso    | Rit | INF | 12 | 6  | Rit | 5 | 11  | Rit | 18* | 13 | 7   | 12 | 7   | 14 | 7   | 7 | 16 | 5 | 13 | 10 | 10  |  |  |  | 76    | 6º   |
| 2016 | MP4-31  | Honda RA616H | P     | Vandoorne |     | 10  |    |    |     |   |     |     |     |    |     |    |     |    |     |   |    |   |    |    |     |  |  |  | 76    | 6º   |
| 2016 | MP4-31  | Honda RA616H | P     | Button    | 14  | Rit | 13 | 10 | 9   | 9 | Rit | 11  | 6   | 12 | Rit | 8  | Rit | 12 | Rit | 9 | 18 | 9 | 12 | 16 | Rit |  |  |  | 76    | 6º   |

| Anno | Vettura | Motore       | Gomme | Piloti    |     |     |     |    |     |     |     |    |     |     |    |     |     |     |    |    |     |    |     |    |  |  |  |  | Punti | Pos. |
| ---- | ------- | ------------ | ----- | --------- | --- | --- | --- | -- | --- | --- | --- | -- | --- | --- | -- | --- | --- | --- | -- | -- | --- | -- | --- | -- |  |  |  |  | ----- | ---- |
| 2017 | MCL32   | Honda RA617H | P     | Alonso    | Rit | Rit | 14* | NP | 12  |     | 16* | 9  | Rit | Rit | 6  | Rit | 17* | Rit | 11 | 11 | Rit | 10 | 8   | 9  |  |  |  |  | 30    | 9º   |
| 2017 | MCL32   | Honda RA617H | P     | Button    |     |     |     |    |     | Rit |     |    |     |     |    |     |     |     |    |    |     |    |     |    |  |  |  |  | 30    | 9º   |
| 2017 | MCL32   | Honda RA617H | P     | Vandoorne | 13  | Rit | NP  | 14 | Rit | Rit | 14  | 12 | 12  | 11  | 10 | 14  | Rit | 7   | 7  | 14 | 12  | 12 | Rit | 12 |  |  |  |  | 30    | 9º   |

| Anno | Vettura | Motore         | Gomme | Piloti    |   |   |    |   |     |     |     |     |     |    |     |     |     |     |    |    |    |     |     |    |    |  |  |  | Punti | Pos. |
| ---- | ------- | -------------- | ----- | --------- | - | - | -- | - | --- | --- | --- | --- | --- | -- | --- | --- | --- | --- | -- | -- | -- | --- | --- | -- | -- |  |  |  | ----- | ---- |
| 2018 | MCL33   | Renault R.E.18 | P     | Alonso    | 5 | 7 | 7  | 7 | 8   | Rit | Rit | 16* | 8   | 8  | 16* | 8   | Rit | Rit | 7  | 14 | 14 | Rit | Rit | 17 | 11 |  |  |  | 62    | 6º   |
| 2018 | MCL33   | Renault R.E.18 | P     | Vandoorne | 9 | 8 | 13 | 9 | Rit | 14  | 16  | 12  | 15* | 11 | 13  | Rit | 15  | 12  | 12 | 16 | 15 | 11  | 8   | 15 | 14 |  |  |  | 62    | 6º   |

| Anno | Vettura | Motore            | Gomme | Piloti    |     |     |     |   |     |    |     |   |   |    |     |   |     |     |    |   |    |     |   |   |    |  |  |  | Punti | Pos. |
| ---- | ------- | ----------------- | ----- | --------- | --- | --- | --- | - | --- | -- | --- | - | - | -- | --- | - | --- | --- | -- | - | -- | --- | - | - | -- |  |  |  | ----- | ---- |
| 2019 | MCL34   | Renault E-Tech 19 | P     | Sainz Jr. | Rit | 19* | 14  | 7 | 8   | 6  | 11  | 6 | 8 | 6  | 5   | 5 | Rit | Rit | 12 | 6 | 5  | 13  | 8 | 3 | 10 |  |  |  | 145   | 4º   |
| 2019 | MCL34   | Renault E-Tech 19 | P     | Norris    | 12  | 6   | 18* | 8 | Rit | 11 | Rit | 9 | 6 | 11 | Rit | 9 | 11* | 10  | 7  | 8 | 11 | Rit | 7 | 8 | 8  |  |  |  | 145   | 4º   |

| Anno | Vettura | Motore            | Gomme | Piloti    |   |   |    |    |    |    |    |   |     |     |     |    |   |   |   |    |   |  |  |  |  |  |  |  | Punti | Pos. |
| ---- | ------- | ----------------- | ----- | --------- | - | - | -- | -- | -- | -- | -- | - | --- | --- | --- | -- | - | - | - | -- | - |  |  |  |  |  |  |  | ----- | ---- |
| 2020 | MCL35   | Renault E-Tech 20 | P     | Sainz Jr. | 5 | 9 | 9  | 13 | 13 | 6  | NP | 2 | Rit | Rit | 5   | 6  | 7 | 5 | 5 | 4  | 6 |  |  |  |  |  |  |  | 202   | 3º   |
| 2020 | MCL35   | Renault E-Tech 20 | P     | Norris    | 3 | 5 | 13 | 5  | 9  | 10 | 7  | 4 | 6   | 15  | Rit | 13 | 8 | 8 | 4 | 10 | 5 |  |  |  |  |  |  |  | 202   | 3º   |

| Anno | Vettura | Motore                     | Gomme | Piloti    |   |   |   |   |    |   |   |    |   |   |     |    |    |    |   |    |   |    |     |    |    |    |  |  | Punti | Pos. |
| ---- | ------- | -------------------------- | ----- | --------- | - | - | - | - | -- | - | - | -- | - | - | --- | -- | -- | -- | - | -- | - | -- | --- | -- | -- | -- |  |  | ----- | ---- |
| 2021 | MCL35M  | Mercedes M12 E Performance | P     | Ricciardo | 7 | 6 | 9 | 6 | 12 | 9 | 6 | 13 | 7 | 5 | 11  | 4  | 11 | 13 | 4 | 13 | 5 | 12 | Rit | 12 | 5  | 12 |  |  | 275   | 4º   |
| 2021 | MCL35M  | Mercedes M12 E Performance | P     | Norris    | 4 | 3 | 5 | 8 | 3  | 5 | 5 | 5  | 3 | 4 | Rit | 14 | 10 | 2  | 7 | 7  | 8 | 10 | 10  | 9  | 10 | 7  |  |  | 275   | 4º   |

| Anno | Vettura | Motore                     | Gomme | Piloti    |    |     |   |     |     |    |    |   |    |    |   |   |    |    |    |     |   |    |    |   |      |   |  |  | Punti | Pos. |
| ---- | ------- | -------------------------- | ----- | --------- | -- | --- | - | --- | --- | -- | -- | - | -- | -- | - | - | -- | -- | -- | --- | - | -- | -- | - | ---- | - |  |  | ----- | ---- |
| 2022 | MCL36   | Mercedes M13 E Performance | P     | Ricciardo | 14 | Rit | 6 | 186 | 13  | 12 | 13 | 8 | 11 | 13 | 9 | 9 | 15 | 15 | 17 | Rit | 5 | 11 | 16 | 7 | Rit  | 9 |  |  | 159   | 5º   |
| 2022 | MCL36   | Mercedes M13 E Performance | P     | Norris    | 15 | 7   | 5 | 35  | Rit | 8  | 6  | 9 | 15 | 6  | 7 | 7 | 7  | 12 | 7  | 7   | 4 | 10 | 6  | 9 | Rit7 | 6 |  |  | 159   | 5º   |

| Anno | Vettura | Motore                     | Gomme | Piloti  |     |    |   |    |    |    |    |    |    |   |   |      |   |    |   |   |    |     |   |    |     |   |  |  | Punti | Pos. |
| ---- | ------- | -------------------------- | ----- | ------- | --- | -- | - | -- | -- | -- | -- | -- | -- | - | - | ---- | - | -- | - | - | -- | --- | - | -- | --- | - |  |  | ----- | ---- |
| 2023 | MCL60   | Mercedes M14 E Performance | P     | Piastri | Rit | 15 | 8 | 11 | 19 | 10 | 13 | 11 | 16 | 4 | 5 | Rit2 | 9 | 12 | 7 | 3 | 21 | Rit | 8 | 14 | 10  | 6 |  |  | 302   | 4º   |
| 2023 | MCL60   | Mercedes M14 E Performance | P     | Norris  | 17  | 17 | 6 | 9  | 17 | 9  | 17 | 13 | 4  | 2 | 2 | 76   | 7 | 8  | 2 | 2 | 3  | 24  | 5 | 2  | Rit | 5 |  |  | 302   | 4º   |

| Anno | Vettura | Motore                     | Gomme | Piloti  |   |   |   |   |    |     |   |   |   |   |     |   |   |   |   |   |   |   |    |   |    |   |     |    | Punti | Pos. |
| ---- | ------- | -------------------------- | ----- | ------- | - | - | - | - | -- | --- | - | - | - | - | --- | - | - | - | - | - | - | - | -- | - | -- | - | --- | -- | ----- | ---- |
| 2024 | MCL38   | Mercedes M15 E Performance | P     | Piastri | 8 | 4 | 4 | 8 | 87 | 136 | 4 | 2 | 5 | 7 | 2   | 4 | 1 | 2 | 4 | 2 | 1 | 3 | 5  | 8 | 82 | 7 | 31  | 10 | 666   | 1º   |
| 2024 | MCL38   | Mercedes M15 E Performance | P     | Norris  | 6 | 8 | 3 | 5 | 26 | 1   | 2 | 4 | 2 | 2 | 203 | 3 | 2 | 5 | 1 | 3 | 4 | 1 | 43 | 2 | 61 | 6 | 102 | 1  | 666   | 1º   |

| Anno | Vettura | Motore                     | Gomme | Piloti  |   |    |   |   |   |    |   |   |   |     |   |   |    |   |  |  |  |  |  |  |  |  |  |  | Punti | Pos. |
| ---- | ------- | -------------------------- | ----- | ------- | - | -- | - | - | - | -- | - | - | - | --- | - | - | -- | - |  |  |  |  |  |  |  |  |  |  | ----- | ---- |
| 2025 | MCL39   | Mercedes M16 E Performance | P     | Piastri | 9 | 12 | 3 | 1 | 1 | 12 | 3 | 3 | 1 | 4   | 2 | 2 | 12 | 2 |  |  |  |  |  |  |  |  |  |  | 559   |      |
| 2025 | MCL39   | Mercedes M16 E Performance | P     | Norris  | 1 | 28 | 2 | 3 | 4 | 21 | 2 | 1 | 2 | 18* | 1 | 1 | 23 | 1 |  |  |  |  |  |  |  |  |  |  | 559   |      |

| Legenda | 1º posto     | 2º posto | 3º posto    | A punti         | Senza punti/Non class.  | Grassetto – Pole position Corsivo – Giro più veloce Apice – Risultato Sprint (A punti) |
| Legenda | Squalificato | Ritirato | Non partito | Non qualificato | Solo prove/Terzo pilota | Grassetto – Pole position Corsivo – Giro più veloce Apice – Risultato Sprint (A punti) |

* – Indica il pilota ritirato ma ugualmente classificato avendo coperto, come previsto dal regolamento, almeno il 90% della distanza di gara.

### Formula E
| Anno    | Telaio             | Motore            | Batterie                     | Gomme | N. | Piloti  | 1   | 2   | 3   | 4   | 5   | 6   | 7   | 8   | 9   | 10  | 11  | 12  | 13  | 14  | 15  | 16  | Punti | Posizione |
| ------- | ------------------ | ----------------- | ---------------------------- | ----- | -- | ------- | --- | --- | --- | --- | --- | --- | --- | --- | --- | --- | --- | --- | --- | --- | --- | --- | ----- | --------- |
| 2022-23 | Formula E Gen3     | Nissan e-4ORCE 04 | Williams Advanced Technology | H     |    |         | MEX | DIR | DIR | HYD | CAP | SAP | BER | BER | MCO | GIA | GIA | POR | ROM | ROM | LON | LON | 88    | 8º        |
| 2022-23 | Formula E Gen3     | Nissan e-4ORCE 04 | Williams Advanced Technology | H     | 58 | Rast    | Rit | 5   | 3   | Rit | 4   | 9   | 17  | 13  | 17  | 15  | 15  | 14  | Rit | 13  | 14  | 12  | 88    | 8º        |
| 2022-23 | Formula E Gen3     | Nissan e-4ORCE 04 | Williams Advanced Technology | H     | 5  | Hughes  | 5   | 8   | 5   | Rit | 10  | 8   | Rit | 18  | 5   | 10  | 19  | 18  | NP  | 11  | 10  | 19  | 88    | 8º        |
| 2023-24 | Formula E Gen3     | Nissan e-4ORCE 04 | Williams Advanced Technology | H     |    |         | MEX | DIR | DIR | SAP | TOK | MIS | MIS | MCO | BER | BER | SHA | SHA | POR | POR | LON | LON | 101   | 7º        |
| 2023-24 | Formula E Gen3     | Nissan e-4ORCE 04 | Williams Advanced Technology | H     | 5  | Hughes  | 7   | 11  | 4   | Rit | 14  | 13  | 8   | 16  | 15  | 12  | 16  | 2   | 21  | Rit | Rit | 10  | 101   | 7º        |
| 2023-24 | Formula E Gen3     | Nissan e-4ORCE 04 | Williams Advanced Technology | H     | 8  | Bird    | 14  | 4   | Rit | 1   | 19  | Rit | 10  | SP  | INF | INF | 17  | Rit | 7   | Rit | 8   | Rit | 101   | 7º        |
| 2023-24 | Formula E Gen3     | Nissan e-4ORCE 04 | Williams Advanced Technology | H     | 8  | Barnard |     |     |     |     |     |     |     | 14  | 10  | 8   |     |     |     |     |     |     | 101   | 7º        |
| 2024-25 | Formula E Gen3 EVO | Nissan e-4ORCE 04 | Williams Advanced Technology | H     |    |         | SAP | MEX | GED | GED | MIA | MCO | MCO | TOK | TOK | SHA | SHA | GIA | BER | BER | LON | LON | 143   | 6º        |
| 2024-25 | Formula E Gen3 EVO | Nissan e-4ORCE 04 | Williams Advanced Technology | H     | 8  | Bird    | 4   | 18  | 8   | 12  | 18  | 11  | 20  | 14  | 8   | 7   | 15  | 8   | 11  | Rit | 18* | Rit | 143   | 6º        |
| 2024-25 | Formula E Gen3 EVO | Nissan e-4ORCE 04 | Williams Advanced Technology | H     | 5  | Barnard | 3   | 14  | 3   | 2   | 20  | 15  | 16  | 3   | Rit | 3   | 10  | 7   | 4   | 6   | 13  | Rit | 143   | 6º        |

## Vetture

### Formula 1
- McLaren M2B (1966)
- McLaren M4B (1967)
- McLaren M5A (1967-1968)
- McLaren M7A (1968-1970)
- McLaren M7C (1969)
- McLaren M9A (1969)
- McLaren M14A (1970-1971)
- McLaren M7D (1970)
- McLaren M14D (1970)
- McLaren M19A (1971-1972)
- McLaren M19C (1972-1973)
- McLaren M23 (1973-1977) PC nel 1974
- McLaren M26 (1976-1979) P nel 1976
- McLaren M28 (1979)
- McLaren M29 (1979-1980)
- McLaren M30 (1980)
- McLaren M29F (1981)
- McLaren MP4/1 (1981-1982)
- McLaren MP4/1B (1982)
- McLaren MP4/1C (1983)
- McLaren MP4/1E (1983)
- McLaren MP4/2 (1984) PC
- McLaren MP4/2B (1985) PC
- McLaren MP4/2C (1986) P
- McLaren MP4/3 (1987)
- McLaren MP4/4 (1988) PC
- McLaren MP4/5 (1989) PC
- McLaren MP4/5B (1990) PC
- McLaren MP4/6 (1991) PC
- McLaren MP4/6B (1992)
- McLaren MP4/7A (1992)
- McLaren MP4/8 (1993)
- McLaren MP4/9 (1994)
- McLaren MP4/10 (1995)
- McLaren MP4/10B (1995)
- McLaren MP4/10C (1995)
- McLaren MP4/11 (1996)
- McLaren MP4/11B (1996)
- McLaren MP4/12 (1997)
- McLaren MP4/13 (1998) PC
- McLaren MP4/14 (1999) P
- McLaren MP4/15 (2000)
- McLaren MP4-16 (2001)
- McLaren MP4-17 (2002)
- McLaren MP4-17D (2003)
- McLaren MP4-19 (2004)
- McLaren MP4-19B (2004)
- McLaren MP4-20 (2005)
- McLaren MP4-21 (2006)
- McLaren MP4-22 (2007)
- McLaren MP4-23 (2008) P
- McLaren MP4-24 (2009)
- McLaren MP4-25 (2010)
- McLaren MP4-26 (2011)
- McLaren MP4-27 (2012)
- McLaren MP4-28 (2013)
- McLaren MP4-29 (2014)
- McLaren MP4-30 (2015)
- McLaren MP4-31 (2016)
- McLaren MCL32 (2017)
- McLaren MCL33 (2018)
- McLaren MCL34 (2019)
- McLaren MCL35 (2020)
- McLaren MCL35M (2021)
- McLaren MCL36 (2022)
- McLaren MCL60 (2023)
- McLaren MCL38 (2024) C
- McLaren MCL39 (2025)

Tra parentesi sono indicati i campionati mondiali a cui ha partecipato la vettura. "P" indica che la vettura ha vinto il campionato mondiale piloti, "C" che ha vinto quello costruttori.

### Vetture stradali
- McLaren M6GT (1969)[32]
- McLaren M12GT (1969)[33]
- McLaren F1-F1 GTR
- SLR McLaren
- McLaren MP4-12C
- McLaren P1

### Vetture IndyCar
- McLaren-Offenhauser M15
- McLaren-Offenhauser M16A-B-C-C/D-E
- McLaren-Cosworth M24
- Dallara-Honda DW12 (2017)
- Dallara-Chevrolet DW12 (2018-)

### Altre vetture
- McLaren M1A-B-C
- McLaren M2A
- McLaren M3A
- McLaren M4A
- McLaren M6A-B
- McLaren M8A-B-C-D-E-F-FP
- McLaren M10A-B
- McLaren M12
- McLaren M18
- McLaren M20
- McLaren M21
- McLaren M22
- McLaren M25

## Loghi

Il composit logo di Marlboro Team McLaren usato dal 1976 al 1990
Il composit logo di West McLaren Mercedes usato dal 1997 al 2005
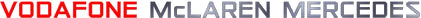
Il composit logo di Vodafone McLaren Mercedes usato dal 2007 al 2013
Il logo della McLaren usato dal 2019 al 2020
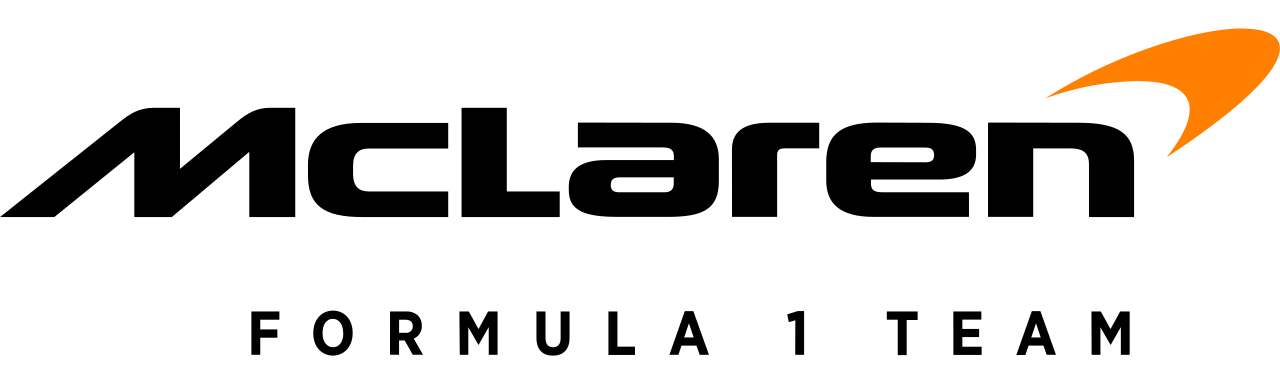
Il logo della McLaren Formula 1 Team in uso dal 2021